# الإبادة الجماعية في التاريخ

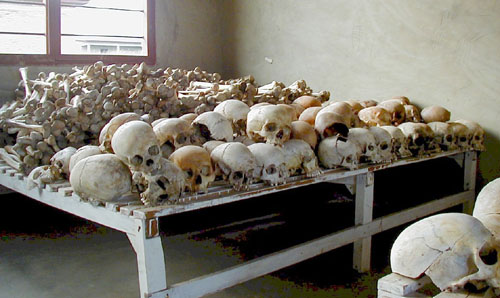
جماجم من ضحايا الإبادة الجماعية الرواندية

الإبادة الجماعية هي التدمير المنهجي والمتعمد، كليا أو جزئيا، على أسس عرقية أو دينية أو وطنية. وقد صِيغَ هذا المصطلح في عام 1944 من قبل رافائيل ليمكين. كما أنه معرف في المادة 2 من اتفاقية منع ومعاقبة جريمة الإبادة الجماعية (CPPCG) من عام 1948 على أنه «أي فعل من الأفعال التالية المرتكبة بقصد التدمير الكلي أو الجزئي لمجموعة وطنية أو عرقية، أو عنصرية أو دينية، مثل: قتل أعضاء من الجماعة، وإلحاق ضرر جسدي أو عقلي جسيم بأفراد الجماعة، وفرض تدابير تستهدف منع الإنجاب داخل الجماعة، ونقل الأطفال قسرا من مجموعة إلى مجموعة أخرى.»

## الإبادة الجماعية ضد أنواع أخرى من القتل الجماعي
البعض يدعي تعريف فضفاض للإبادة الجماعية والذي يشمل جميع أنواع القتل المتعمد الجماعي للمدنيين. هذا بالفعل مشمول في إطار الجرائم ضد الإنسانية. قائمة من أنواع القتل الجماعي غير الإبادة الجماعية:
- القتل الجماعي في ظل الأنظمة الشيوعية
- القتل الجماعي لمكافحي الشيوعية

منطقة رمادية أخرى هو التطهير العرقي والذي فيه أي مجموعة عرقية تقوم بطرد المجموعة العرقية الأخرى من الأراضي التي يشغلونها وفي بعض الأحيان قتل أعضاء هذه المجموعة العرقية المطرودة من أجل النقاء العرقي. بعض أنواع الإبادة الجماعية تنطوي على التطهير العرقي ولكن ليس كل تطهير العرقي هو إبادة جماعية. بعض الأحداث يتم مناقشتها بشأن ما إذا كانت تطهيراً عرقياَ أم إبادة جماعية. التطهير العرقي من الناحية الفنية ليس إبادة الجماعية ما لم يكن هناك قصد التدمير كليا أو جزئيا للمجموعات العرقية التي يتم طردهم، على الرغم من أن البعض قد يجادل بان الأراضي تكون مرتبطة بشكل كبير بالهوية الوطنية وبالتالي فصل مجموعة عرقية من وطنها التاريخي قد يشكل نوع من الإبادة الثقافية. التطهير العرقي هو أيضا جريمة ضد الإنسانية.
ثم هناك جرائم الحرب. جرائم الحرب لا تتضمن بالضرورة القتل الجماعي (على الرغم من أن البعض يتضمن مثل "المحرقة الآسيوية " التي ارتكبتها الإمبراطورية اليابانية) وقد تشمل جرائم مثل ازعاج معاهدات السلام واستخدام الأسلحة غير المشروعة. للحصول على قائمة جرائم الحرب التي تغطي كل عمليات القتل الجماعي وغير القتل الجماعي، انظر:
- قائمة جرائم الحرب

بعض الأمثلة البارزة من القتل الجماعي للمدنيين خلال الحرب ما يلي:
- المحرقة الآسيوية التي ارتكبتها الإمبراطورية اليابان
- تدمير أفغانستان خلال الغزو السوفياتي
- الحصار والمجاعة وغيرها من الأعمال الوحشية أثناء الحرب الأهلية النيجيرية

الرق جريمة ضد الإنسانية على الرغم من أنها لا تعتبر إبادة جماعية. هناك أمثلة من العمل القسري المستخدم لاعدام اليهود في الهولوكوست عن طريق الإبادة من خلال سياسة العمل في ألمانيا النازية ولكن عموما الرق لا يعتبر إبادة جماعية. ومع ذلك، هناك أنظمة السخرة التي قتلت الملايين من الناس بسبب المعاملة غير الإنسانية والحرب التي تم شنها من أجل القبض على الناس حتى يتم استعبادهم، وهناك اثنين من الامثلة وهم تجارة الرقيق في المحيط الأطلسي والخليج العربي والذي يشير إليها البعض بالمحرقة السوداء.
- مجاعة الصيني الكبري
- مجاعة الاتحاد السوفياتي من 1932-1933
- المجاعات تحت الاستعمار الياباني مثل أثناء الاحتلال الياباني لجزر الهند الشرقية الهولندية والمجاعة الفيتنامية عام 1945
- مجاعة ايرلندا الكبري
- مجاعة كوريا الشمالية

## قبل الحرب العالمية الأولى
وفقا لآدم جونز، إذا كانت مجموعة المهيمنين من الناس لديها القليل من القواسم المشتركة مع مجموعة المهمشين من الناس، فمن السهل بالنسبة للمجموعة المهيمنة تعريف المجموعة الأخرى علي انها غير آدمية. ونتيجة لذلك، فإن الفئة المهمشة قد تكون خطرا ويجب القضاء عليها. جونز يواصل: «الصعوبة، كما اشار فرانك شوك وكورت جوهانسون في دراسة مبكرة، هو أن هذه السجلات التاريخية الموجودة غامضة وغير موثوقة. في حين أن تاريخ اليوم مكتوب مع بعض الولاء للهدف، فان معظم السجلات السابقة تهدف بدلا من ذلك إلى الثناء على الكاتب (عادة الزعيم) والتأكيد على تفوق اله الفرد ومعتقداته الدينية.»

### قبل 1490
فرضيات توحي بأن الإبادة الجماعية قد تسببت في انقراض البشر البدائيون تم تقديمها من قبل العديد من المؤلفين، بما في ذلك جاريد دايموند ورونالد رايت. ومع ذلك، فإن العديد من العلماء قد شكلت أفكار بديلة لماذا البشر البدائيون انقرضوا، مع عدم وجود توافق واضح في الآراء في الأوساط العلمية.
علماء العصور القديمة تفريق بين الإبادة الجماعية وابادة جنس معين والذي فيه الذكور يقتلوا ولكن الأطفال (خاصة الفتيات) والنساء يدرجون فريق الغزاة.تم توفير مجموعة واسعة مختارة من الأحداث التاريخية مثل الإمبراطورية الآشورية في النصف الأول من الألفية الأولى قبل الميلاد، وتدمير ميلوس من قبل أثينا أثناء الحرب البيلوبونيسية (القرن الخامس قبل الميلاد). في العهد القديم يوثق تدمير قوم مدين، التي تجري خلال حياة موسى في الألفية الثانية قبل الميلاد. في سفر العدد الفصل 31 يروي أن جيشا من بني إسرائيل قتل كل رجال قوم مدين ولكن قبضوا على النساء والأطفال كسبايا. هؤلاء قتلوا في وقت لاحق تحت قيادة موسى، باستثناء الفتيات اللاتي لم ينمن مع الرجال. مجموع عدد القتلى لم يتم تسجيله ولكن عدد الباقين على قيد الحياة من الفتيات كان اثنين وثلاثين ألفا

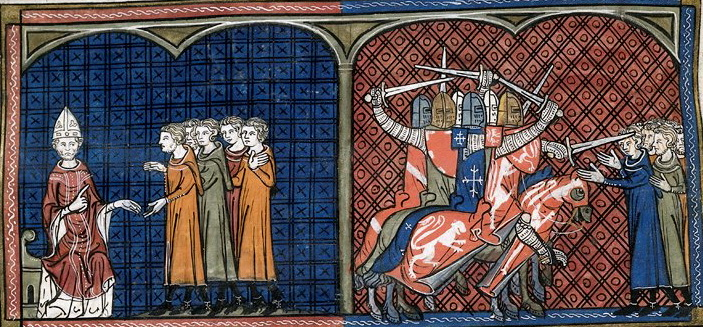
البابا إنوسنت الثالث ومجزرة من قبل الصليبيين

دراسة أجريت في عام 2010 تشير إلى أن مجموعة من شعوب بوليو القديمة في غرب أمريكا قتلوا في الإبادة الجماعية التي وقعت حوالي عام 800 م.
نقلا عن إريك مارغوليس، جونز يلاحظ أنه في القرن الثالث عشر كانت جيوش المغول تحت قيادة جنكيز خان تقوم بإبادات جماعية  والذين كانوا معروفين جيدا بالقضاء على كل الأمم. لقد أمر بإبادة التتار وكل الذكور في بخارى باستخدام تقنية تسمى القياس ضد المحور. في النهاية نصف قبائل المغول تم إبادتهم من قبل جنكيز خان.
وبالمثل، فإن الفاتح المغولي التركي تيمورلنك كان معروفا له الوحشية المتطرفة وفتوحاته كانت مصحوبة بالإبادة الجماعية والمجازر. وليام روبنشتاين كتب: «في آشور (1393-4) – تيمورلنك قتل كل المسيحيين الذين تمكن من العثور عليهم، بما في ذلك جميع الموجودين في مدينة تكريت المسيحية، وبالتالي عمليا تدمير كنيسة المشرق الآشورية. دون تحيز، ومع ذلك، تيمورلنك أيضا ذبح المسلمين الشيعة واليهود الكفرة.» المسيحية في بلاد ما بين النهرين كانت حتى الآن محصورة في تلك المجتمعات الآشورية في الشمال الذين نجوا من المذابح. تيمورلنك أيضا أجرى مجازر على نطاق واسع علي مسيحيي جورجيا وأرمينيا وكذلك العرب والفرس والأتراك.

### 1490 إلى عام 1914

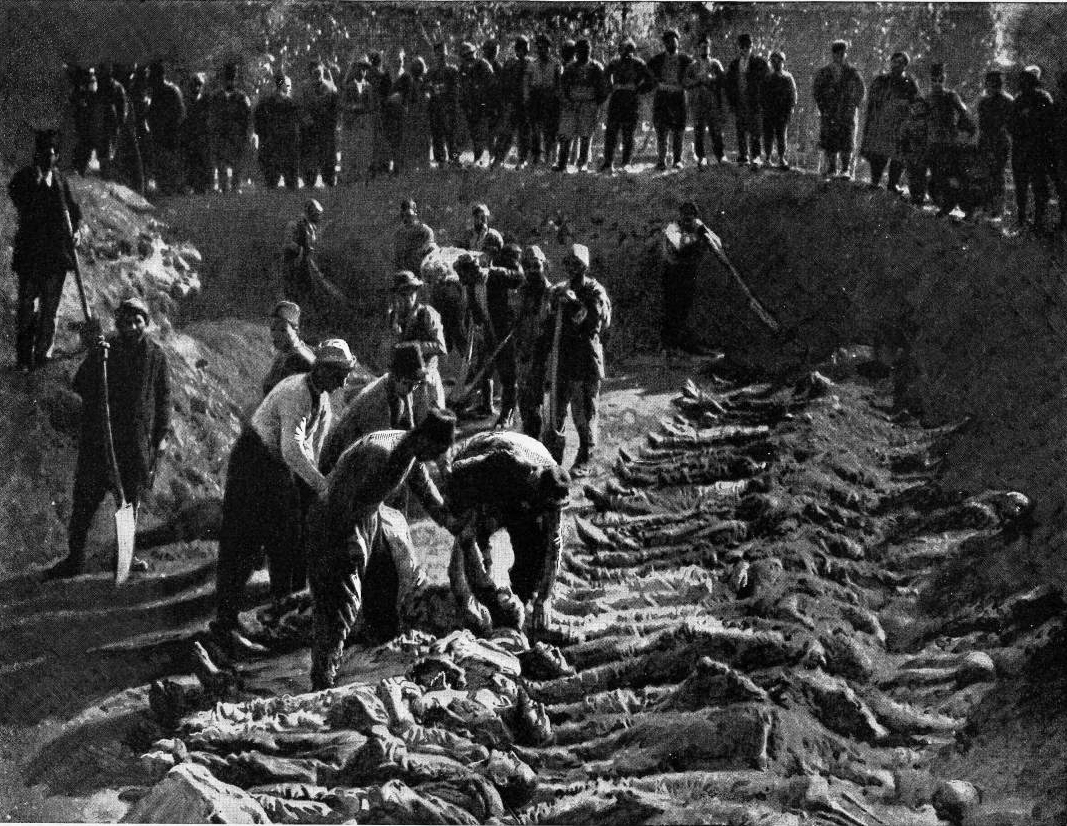
المجازر الحميدية كانت مذابح الأرمينيينن في الإمبراطورية العثمانية خلال منتصف التسعينات من القرن التاسع عشر، مع تقديرات القتلى تتراوح بين 80000 إلى 300000.

#### أفريقيا

##### الكونغو
الكونغو في وسط أفريقيا كان يسيطر عليها ليوبولد الثاني ملك بلجيكا الذي استخرج ثروة من الأرض عن طريق استخدام العمل القسري علي المواطنين. تحت هذا النظام كان هناك 2 إلى 15 مليون حالة وفاة بين الشعب الكونغولي. القتل المتعمد، والعقوبات القاسية كانت أهم أسباب الوفيات. كما في استعمار الأمريكتين، أمراض جديدة غير معروفة حتى الآن في المنطقة، أدت أيضا إلى حدوث عدد كبير من الوفيات. لأن الدافع الرئيسي للقتل كان كسب المال، وقد تم مناقشة ما إذا كان مصطلح الإبادة الجماعية يصف هذه الفظائع جيدا. ومع ذلك، روبرت ويسبورد كتب في مجلة الإبادة الجماعية في عام 2003 أن محاولة القضاء على جزء من السكان يكفي لكي تصنف كإبادة جماعية في إطار اتفاقية الأمم المتحدة. تقارير عن الفظائع التي أدت إلى فضيحة دولية في أوائل القرن العشرين، ليوبولد اضطر في نهاية المطاف في عام 1908 من قبل الحكومة البلجيكية إلى التخلي عن السيطرة على المستعمرة إلى الإدارة المدنية.

##### الغزو الفرنسي للجزائر

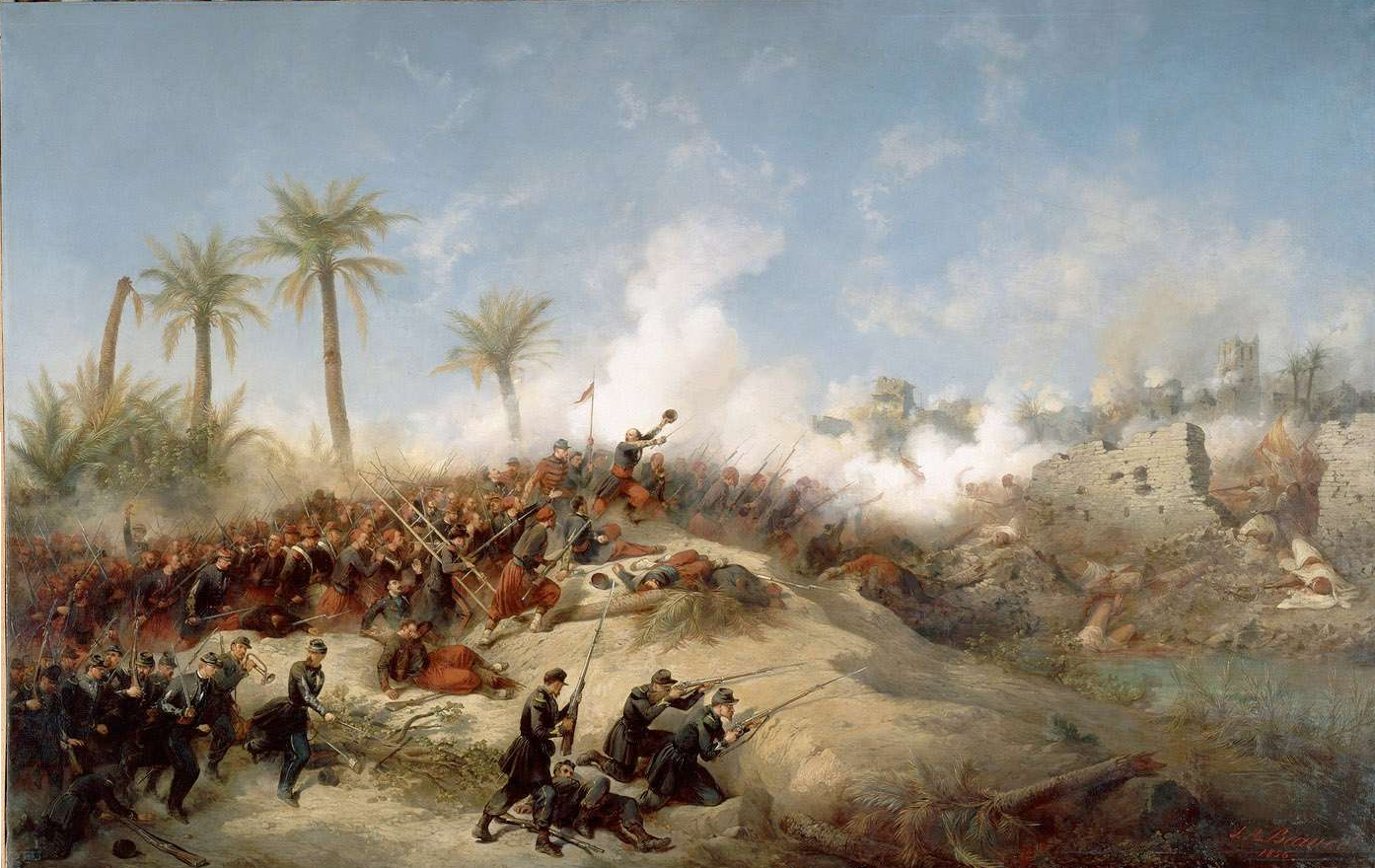

بن كيرنان كتب في كتابه الدم والتربة: تاريخ العالم من الإبادة الجماعية من سبارتا إلى دارفور على الغزو الفرنسي للجزائر، أنه في غضون 3 عقود من الغزو الفرنسي للجزائر في 1830 فان الحرب والمجاعة والمرض قد خفضت من عدد السكان الأصليين من 3 ملايين الي 500000 الي 1000000.
ردا على اعتراف فرنسا بالإبادة الجماعية للأرمن فان تركيا اتهمت فرنسا بارتكاب الإبادة الجماعية ضد 15% من سكان الجزائر.

##### جنوب غرب أفريقيا الألمانية
تعرض شعبا الـ Herero والناما، وهما شعبان يقطنان ناميبيا الحالية، إلى الاضطهاد الجماعي بين عامي 1904 و1907 عندما كانت أرضهم تحت الحكم الاستعماري، وتحت مسمى جنوب غرب أفريقيا الألمانية.
انقرضت مجموعة كبيرة من السكان نتيجة الحملات العنيفة وسياسة الأرض المحروقة التي اتبعها الجنرال الألماني لوذر فون تروتا. وقُدر عدد الضحايا بـ 10 آلاف شخصٍ من شعب الناما، ونحو 60 إلى 100 ألف شخصٍ من شعب الـ Herero.
توجد اليوم نسخة من أمر الإبادة الذي أصدره تروتا، وهي محفوظة في أرشيف بوتسوانا الوطني. ونجد في الوثيقة ما يلي: «سيتم إطلاق النار على أي شخصٍ من شعب Herero، سواء أكان مسلحاً أم لا... لن أتسامح بعد الآن مع النساء والأطفال، وسأرجعهم إلى موطنهم ليموتوا في الصحراء أو يُطلق عليهم النار».

##### مملكة زولو
قامت مملكة زولو تحت حكم شاكا زولو، بين عامي 1810 و1828، بتدمير أجزاءٍ كبيرة من أراضي جنوب أفريقيا وزيمبابوي حالياً. وعملت جيوش زولو على تدمير الأعداء كلياً، وليس فقط المسلحين منهم. حيث قتل جيش زولو سجناء الحرب والنساء والأطفال، وحتى الكلاب لم تسلم من بطشهم. هناك جدلٌ واسع بخصوص عدد ضحايا الحرب، لكن الأرقام تتراوح بين 1 وحتى مليوني قتيل.

#### الأمريكتين

مقبرة جماعية دفن الأمريكيين الأصليين في مذبحة الركبة الجريحة عام 1890

على مدى أكثر من أربعة قرون من 1490 الي 1900s، الأوروبيين والأميركيين البيض «تشاركوا في سلسلة غير منقطعة من حملات الإبادة الجماعية ضد الشعوب الأصلية في الأمريكتين.» الشعوب الأصلية في الأمريكتين شهدت المذابح والتعذيب والإرهاب والاعتداء الجنسي المنهجي والاحتلال العسكري، والترحيل القسري للاطفال الأمريكيين الي مدارس داخلية عسكرية.
من السنوات الأولى من الاستعمار، غزاة مثل فاسكو نونيز دي بالبوا قاموا بجرائم الإبادة الجماعية ضد السكان الأصليين. في 1700 المليشيا البريطانية مثل وليام ترينت أعطى بطانييات معرضة للجدري للمبعوثين الامريكيين كهدايا لنقل الجدري إلى الهنود، في واحدة من أشهر الحالات الموثقة في الحرب الجرثومية. في حين أنه من غير المؤكد مدى نجاح مثل هذه المحاولات ضد السكان المستهدفين، وقد لاحظ المؤرخون أن «التاريخ يسجل حالات عديدة من الامثلة الفرنسية، الإسبانية، الإنجليزية، وفي وقت لاحق الأمريكية والتي استخدمت الجدري كوسيلة للقتل. كان الجدري يخشى منه الهنود أكثر من الرصاص: حيث انه يمكن إبادتهم وأخضاعهم بسهولة وسرعة بالموت عن طريق الفيروس أكثر من أسلحة الرجل الأبيض.» القائد العلي البريطاني جيفري أمهيرست أذن الاستخدام المتعمد للمرض كسلاح بيولوجي ضد السكان الأصليين أثناء تمرد بونتياك قائلا: «سوف تؤدون جيدا في محاولة اصابة الهنود عن طريق البطاطين، فضلا عن أن تجرب كل الطرق الأخرى التي يمكن أن تعمل على استئصال هذا العرق» عندما اجتاح الجدري السهول الشمالية من الولايات المتحدة في عام 1837، وزير الحرب لويس كاس أمر أن ماندان لا يعطى لقاحات الجدري، والتي قدمت إلى قبائل أخرى في مجالات أخرى.
المؤرخ ديفيد ستانارد يكتب انه بحلول عام 1769، كان تدمير السكان الأصليين الامريكيين وصولا إلى الثلث فقط من واحد في المئة من مجموع السكان الأمريكيين من 76 مليون يعتبر بمثابة الإبادة الجماعية الأكبر في تاريخ العالم، وفي النهاية، لم يكن هناك أحد تبقي ليقتل. وفقا لعالم الأنثروبولوجيا راسل ثورنتون، بالنسبة للهنود الحمر «وصول الأوروبيين كان بداية محرقة طويلة، على الرغم من أنها لم تكن في الأفران، كما فعل باليهود. الحرائق التي استهلكت هنود أمريكا الشمالية كانت الحمى التي جاءت مع الامراض الجديدة، ومضات من المستوطنين وبنادق الجنود، نيران القرى والحقول التي حرقت بسياسة الانتقام اليوروأمريكي.»

##### الأرجنتين
غزو الصحراء كانت الحملة العسكرية الموجهة أساسا من الجينيرال الأرجنتيني خوليو روكا في 1870s، الذي أنشأ الهيمنة الأرجنتينية على باتاغونيا، ثم سكنها السكان الأصليين، قاتلا أكثر من 1300.
المصادر المعاصرة تشير إلى أنها كانت ابادة جماعية متعمدة من قبل الحكومة الأرجنتينية. ينظر إليها آخرون علي انها حملة لقمع مجموعات من السكان الأصليين التي رفضت أن تخضع للحكومة ونفذت هجمات على المستوطنات الأوروبية.

##### كندا
المدارس الداخلية للهنود (السكان الأصليين) كانت نشطة بعد مرور القانون الهندي في عام 1876 حتى عام 1996, وتم تصميمها لإزالة الأطفال من تأثير الأسرة والثقافة واستيعابهم ضمن هيمنة الثقافة الكندية. حوالي 30% من الأطفال الأصليين، أو ما يقرب من 150000، تم وضعهم في المدارس على الصعيد الوطني، على الأقل 6000 من هؤلاء الطلاب توفى أثناء الحضور. هذا النظام تم وصفه بالإبادة الثقافية: «قتل الهندي في الطفل». الملخص التنفيذي للجنة الحقيقة والمصالحة وجدت أن الإبادة البدنية، الإبادة البيولوجية، والإبادة الثقافية كلهم حدثوا: بدنيا من خلال الإساءة؛ بيولوجيا، من خلال تعطيل القدرة على الإنجاب؛ وثقافيا من خلال الاستيعاب القسري. جزء من هذه العملية خلال 1960s الي 1980s، يطلق عليها اسم ستينات سكوب، تم التحقيق فيها وكانت تشنجات الطفل تعتبر إبادة جماعية من قبل القاضي ادوين كيميلمان، الذي كتب «خذ الطفل من ثقافة محددة وضعه في ثقافة أجنبية دون مشورة أو مساعدة من أسرة الطفل. هناك شيء خاطئ في الأساس.»

##### الولايات المتحدة
خلال الحروب الهندية الأمريكية، الجيش الأمريكي نفذ عددا من المذابح وعمليات النقل قسري للسكان الأصليين، أفعال اعتبرها بعض العلماء انها تشكل إبادة جماعية. مجزرة الرمال الخور أطلق عليها انها إبادة جماعية. الجنرال جون شفينجتون قاد 700 رجل من ميليشيات «كولورادو» في مذبحة 70-163 شايان والأراباهو حيث كان حوالي الثلثين منهم من النساء والأطفال الرضع. شفينجتون ورجاله أخذوا فروة الرأس وأجزاء أخرى من الجسم كهدية النصر، بما في ذلك الأجنة والأعضاء التناسلية.
دراسة من قبل غريغوري خلصت إلى أن من بين 21,586 من الإصابات في 672 من المعارك والمناوشات، فان العسكريين والمستوطنين يمثلون 6,596 (31%)، في حين ان الخسائر بلغت حوالي 14,990 (69%) عن الفترة 1850-1890.هذه الدراسة تقريبا بشكل حصري تستخدم مستندات الجيش. كتابه «المعارك والمناوشات المنسية» يغطي أكثر من 300 معركة إضافية لم تدرج في هذه الإحصاءات.
وفقا لمكتب التعداد بالولايات المتحدة (عام 1894)، بين 1789 و1846، «الحروب الهندية في ظل حكومة الولايات المتحدة كانت أكثر من 40 في العدد. أنها أودت بحياة حوالي 19,000 من الرجال والنساء والأطفال البيض، بما في ذلك الذين قتلوا في المعارك الفردية، وحياة حوالي 30000من الهنود. عدد القتلى والجرحى الفعليين من الهنود يجب أن تكون أعلى بكثير من معين... خمسين في المئة إضافية سيكون تقدير مناسب...» في نفس تقرير عام 1894, رفض مكتب التعداد تأكيدات أن الملايين من الأميركيين الأصليين الذين استوطنوا ما هو الآن يسمي بالولايات المتحدة، يصرون ان أمريكا الشمالية في عام 1492 كانت قارة فارغة تقريبا، والسكان الأصليين «لا يمكن أن يكونوا قد تجاوزوا أكثر من 500000»، في حين أن الدراسات الحديثة الآن تقدرهم بأكثر من 10 مليون.
تشوك وجوهانسون تجادلوا بأن ترحيل قبيلة شيروكي على طول درب الدموع من المؤكد ان يعتبر عملا من أعمال الإبادة الجماعية اليوم. قانون ترحيل الهنود من 1830 أدى إلى نزوح. حوالي 17000 شيروكي—جنبا إلى جنب مع ما يقرب من 2000 من العبيد السود المملوكين للشيروكي تم أزالتهم من منازلهم. المؤرخين ديفيد ستانارد وباربرا مان قد أشارا إلى أن الجيش تعمد توجيه مسيرة شيروكي الي أن تمر عبر المناطق المعروفة بوباء الكوليرا. ستانارد قدر أنه خلال الترحيل القسري من الديار في أعقاب قانون ترحيل الهنود الذي تم توقيعه في القانون من قبل الرئيس أندرو جاكسون في عام 1830, مات 8000 شيروكي، حوالي نصف مجموع السكان.

##### هاييتي
أمر أول حاكمٍ لهايتي المستقلة، وهو جان جاك ديسالين، بقتل السكان البيض الفرنسيين في هايتي، وحدثت مذبحة هايتي عام 1804 نتيجة لذلك. وقال فيليب جيرار معلقاً على الحدث: «عند انتهاء الإبادة الجماعية، لم يعد للسكان البيض وجود في هايتي».

#### آسيا

##### أفغانستان
عبد الرحمن الذي قهر واستعبد الهزارة العرقية في أواخر القرن التاسع عشر بسبب التمرد ضد الملك الأفغاني وهذا أنجب شعور مكثف من الكراهية بين البشتون والهزارة والذي سوف يستمر لسنوات قادمة. التشريد القسري، وخاصة في ولاية ارزوكان استمر حيث تم مصادرة الأراضي وطرد السكان. 35,000 من الأسر فروا إلى شمال أفغانستان مشهد (إيران) وكويتا (باكستان). ويقدر أن أكثر من 60% من الهزارة كانوا إما ذبحوا أو شردوا أثناء حملة عبد الرحمن خان ضدهم. الهزارة المزارعون في كثير من الأحيان اضطروا إلى التخلي عن ممتلكاتهم الي البشتون، ونتيجة لذلك العديد من اسر الهزارة انتقلت موسميا إلى المدن الرئيسية في أفغانستان أو إيران أو باكستان من أجل إيجاد فرص العمل ومصادر الدخل. كويتا في باكستان هي موطن ثالث أكبر المستوطنات من الهزارة خارج أفغانستان.

##### الاستعمار الياباني لهوكايدو
أينو من الشعوب الأصلية في اليابان (هوكايدو). في 2009، صحيفة اليابان اليوم ذكرت «العديد من آينو أجبروا على العمل كعبيد، مما أدى إلى تفكك الأسر وإدخال الجدري، الحصبة، الكوليرا والسل في مجتمعاتهم. في عام 1869، بعد معركة هاكوداته خلال حرب بوشين، حكومة ميجي الجديدة سمت جمهورية إيزو هوكايدو والتي حدودها تم تشكيلها من قبل أعضاء سابقين من توكوغاوا شوغن، وجنبا إلى جنب مع الأراضي حيث عاش الآينو، تم دمجهم في اليابان.لقد حظرت لغة الآينو وأخذت أراضيهم بعيدا، وحظرت الاينو من الانخراط في صيد سمك السلمون وصيد الغزلان.» روي توماس كتب: «سوء معاملة السكان الأصليين هو مشترك بين جميع القوى الاستعمارية، وفي أسوأ حالاته، يؤدي إلى الإبادة الجماعية. أن اليابانيين قد رفضوا قبول الاينو رسميا كأقلية منفصلة الأقليات.» في عام 2004، مجتمع الاينو الصغير الذين يعيشون في روسيا كتب رسالة إلى فلاديمير بوتين، وحثه على تعريف السلوك الياباني ضد شعب الآينو كإبادة جماعية والذي رفض بوتين ان يفعله.

##### الإمبراطورية العثمانية
مذابح بدر خان أجريت من قبل القوات الكردية والعثمانية ضد المسيحيين الآشوريين سكان الإمبراطورية العثمانية بين 1843 و1847، مما أدى إلى ذبح أكثر من 10000 من السكان الأصليين الآشوريين المدنيين من منطقة هكاري مع العديد من الآلاف تم بيعهم في سوق النخاسة.
بين 1894 و1896 سلسلة من الدوافع العرقية الدينية حرضت مذابح ضد المسيحيين والمعروفة باسم المجازر الحميدية ا لتي جرت ضد الأرمنيين والآشوريين المسيحيين من قبل قوات الإمبراطورية العثمانية. المجازر وقعت في الاساس في ما هو اليوم جنوب شرق تركيا وشمال شرق سوريا وشمال العراق. عدد القتلى يقدر أن يكون مرتفعا الي 325,000 شخص، مع مزيد من 546,000 من الأرمنيين والآشوريين جعلت المعوزين من خلال الترحيل القسري من الناجين من المدن وتدمير أو سرقة ما يقرب من 2500 من المزارع والقرى. ومئات من الكنائس والأديرة التي دمرت أو تم تحويلها قسرا إلى مساجد
مجزرة أضنة وقعت في ولاية أضنة في الإمبراطورية العثمانية في نيسان / أبريل 1909. مذبحة الأرمن والآشوريين المسيحيين في مدينة أضنة وضواحيها وسط الانقلاب العثمانية عام 1909 أدى إلى سلسلة من مذابح معاداة المسيحية في جميع الأنحاء. تقارير تشير ان مجازر أضنة أسفرت عن مقتل ما يقارب من 30000 من الأرمن و1500 من الآشوريين.

##### الإمبراطورية الروسية

###### الشركس
الإمبراطورية الروسية القيصرية شنت حرب ضد شركسيا في شمال غرب القوقاز لأكثر من مائة سنة كمحاولة لاستبدال شركسيا على طول ساحل البحر الأسود. بعد قرن من التمرد والحرب وعدم إنهاء الصراع امر القيصر بطرد معظم سكانه من المسلمين من شمال القوقاز. العديد من الشركس، المؤرخين الغربيين والأتراك والشيشانيين ادعى أن أحداث 1860 تشكل واحدة من أول احداث الإبادة الجماعية، والتي فيها كل عدد سكان تم القضاء عليه من أجل تلبية الرغبات (في هذه الحالة اقتصادية) لدولة قوية.[بحاجة لمصدر]
بعض التقديرات تذكر أن حوالي 1-1.5 مليون من الشركس قتلوا ومعظم السكان المسلمين تم ترحيلهم. الوثائث القيصرية سجلت أكثر من 400000 من الشركس قتلوا و497,000 اضطروا إلى الفرار فقط 80000 تركوا في وطنهم. الشركس كانوا يعتبروا أدوات من قبل الحكومة العثمانية، واستقروا في مناطق مضطربة والتي سكانها أرمينيين وفي المنطقة العربية ومنطقة البلقان. العديد من الشركس قتلوا خلال سياسات دول البلقان، في المقام الأول صربيا وبلغاريا التي أصبحت مستقلة في ذلك الوقت.

#### أوروبا

##### فرنسا

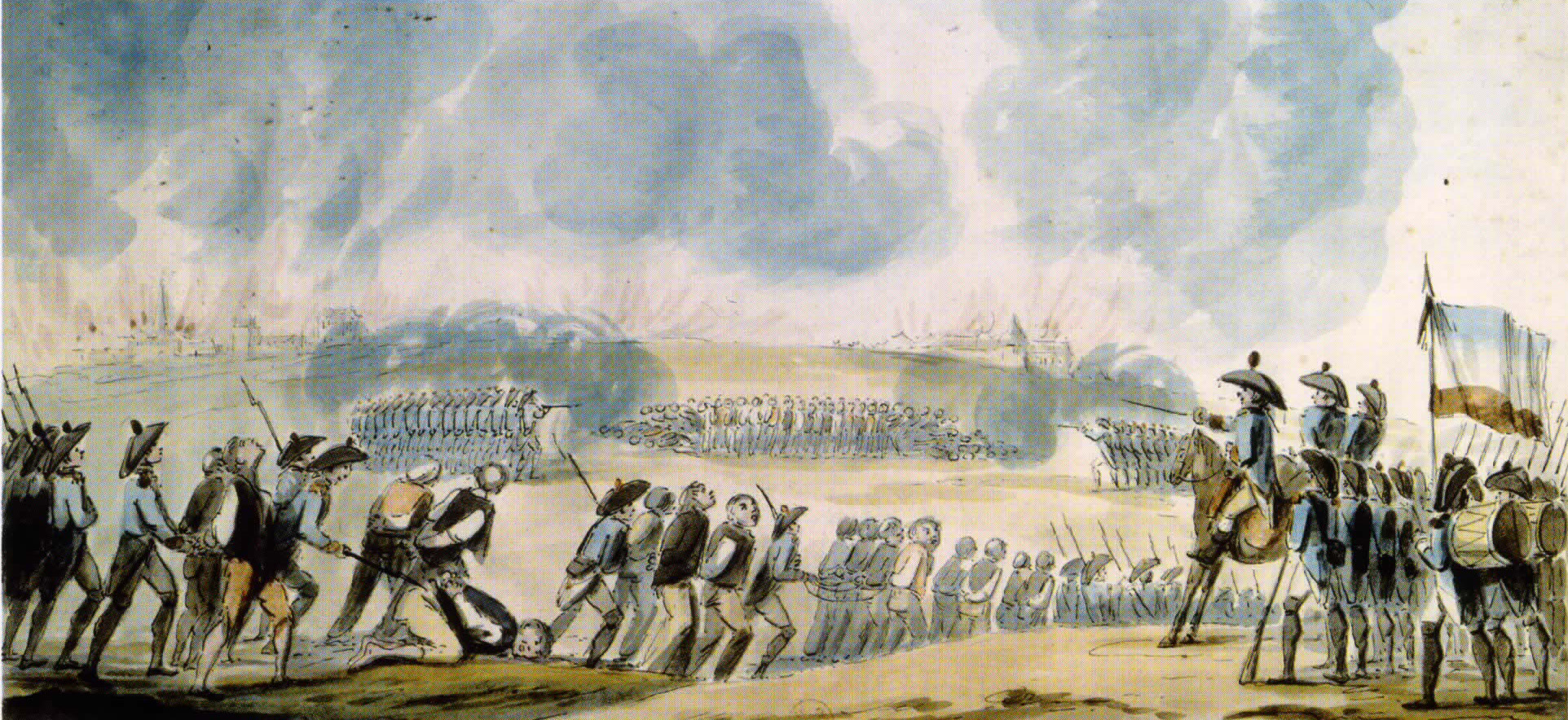
إطلاق النار الشامل في نانت، 1793

في عام 1986، اعترض رينالد سيشر على تصرفات الحكومة الفرنسيه خلال الثورة في فيندي (1793-1796), انتفاض معظم الكاثوليك ضد نظام العداء لرجال الدين الجمهوري خلال الثورة الفرنسية كانت أول ابادة جماعية حديثه. مطالب سيشر تسببت في احداث ضجة في فرنسا في نفس الوقت الذي رفضت فيه السلطات المطالب. تيموثي تاكيت قال «فيندي كانت مأساة، الحرب الأهلية التي لا نهاية لها والفظائع التي ارتكبها كلا الجانبين—بدأت في الواقع بواسطه الثوار أنفسهم. استخدام كلمة إبادة غير دقيق وغير لائق.» ومع ذلك فإن المؤرخين فرانك شالك وكورت جوناسون اعتبروا فيندي قضية ابادة جماعية. المؤرخ بيير شاونو يسمى فينديي أول ابادة جماعيه فكريه. آدم جونز قدر عدد الوفيات 150,000 في ما يراه هو أيضا إبادة جماعية.

##### أيرلندا

جدارية عن الهولوكوست الايرلنديي, بلفاست. الإبادة الجماعية البريطانية عن طريق المجاعة في أيرلندا المحرقة 1845-1849, 1,500,000 من الوفيات".

###### المجاعة الأيرلندية الكبري

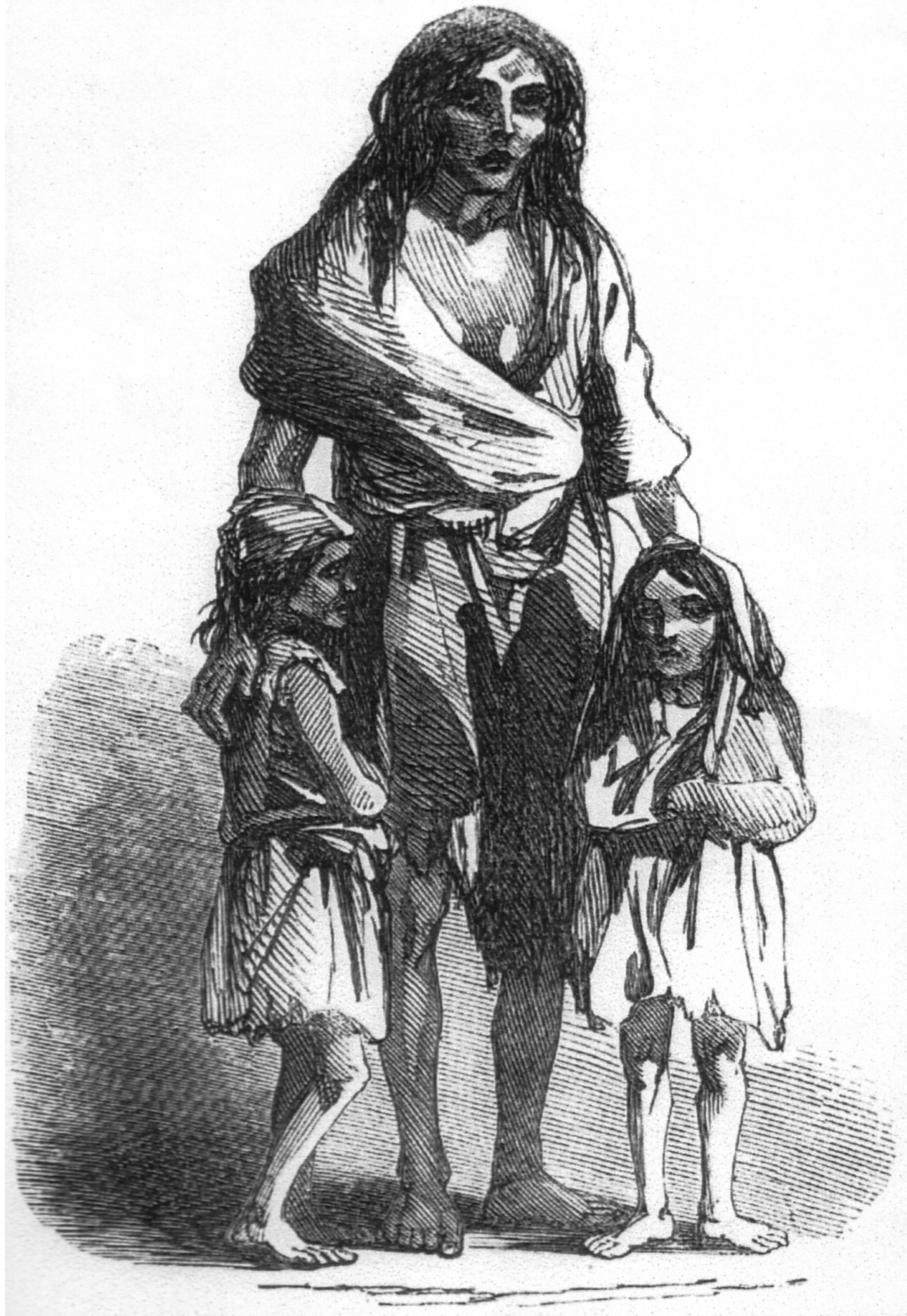
المجاعة الأيرلندية الكبري

أقلية صغيرة من المؤرخين يعتبر مجاعة إيرلندي الكبرى (1845-1852) كمثال على الإبادة الجماعية. خلال المجاعة ما يقرب من مليون شخص مات وأكثر من مليون هاجر من أيرلندا، مما سبب انخفاض عدد سكان الجزيرة إلى نسبة تتراوح بين 20% و25%. السبب المباشر للمجاعة كان البطاطا الفاسده المعروفه باسم آفة البطاطا. على الرغم من أن الآفة اجتاحت محاصيل البطاطا في جميع أنحاء أوروبا خلال 1840s الا ان أثر التكلفة البشرية ظهر في ايرلندا – حيث أن ثلث السكان يعتمد كليا على البطاطا كغذاء.

##### أستراليا

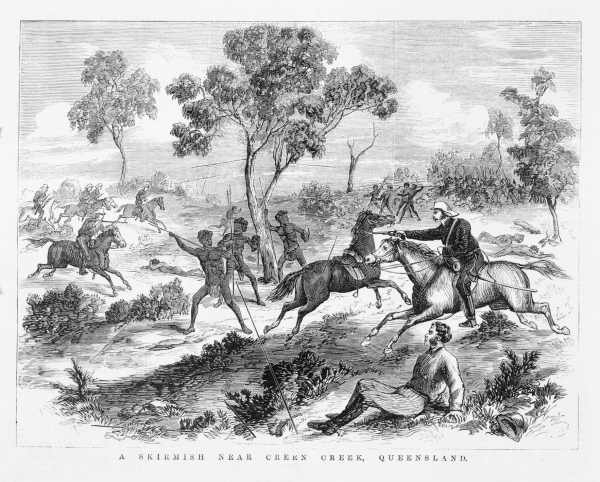
الحروب الحدودية الاسترالية

## القرن العشرين (الحرب العالمية الأولى)

### من الحرب العالمية الأولى الي الحرب العالمية الثانية
في عام 1915 خلال الحرب العالمية الأولى، تم التعارف على مبدا الجرائم ضد الإنسانية في العلاقات الدولية للمرة الأولى عندما أرسلت قوات الحلفاء رسالة إلى الإمبراطورية العثمانية، عضو اللجنة المركزية احتجاجا على المجازر التي تجري داخل الإمبراطورية.

#### الدولة العثمانية/تركيا

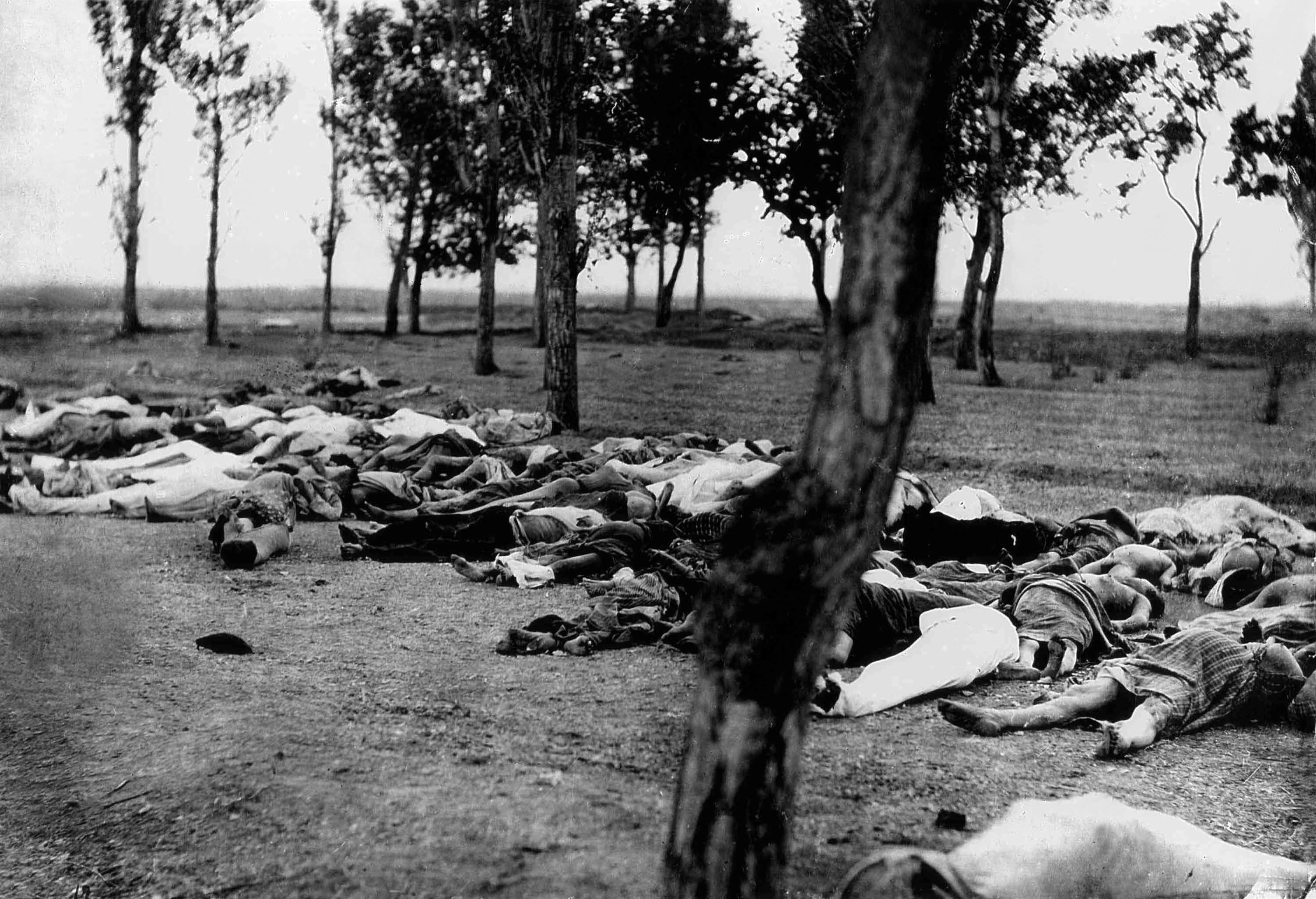
من هذه الصورة، السفير الأمريكي هنري مورغنثاو. كتب "مشاهد مثل هذه كانت شائعة في جميع أنحاء المحافظات الأرمنية في أشهر الربيع والصيف من عام 1915. االموت في أشكاله المتعدده.مجزرة مجاعه ارهاق تدمير العدد الأكبر من اللاجئين. السياسة التركية كانت إبادة تحت غطاء الترحيل".

في 24 مايو 1915، قوات الحلفاء (بريطانيا وفرنسا وروسيا) اصدروا بيان مشترك أنه للمرة الأولى على الإطلاق تم اتهام الحكومة صراحة بارتكاب «جريمة ضد الإنسانية» في إشارة إلى نظام اضطهاد الأقليات المسيحية بما في ذلك الأرمن، والآشوريين والإغريق. اعتبر العديد من الباحثين ان هذه الأحداث جزء من سياسة التخطيط لتنقية العرقية الدينيه للدولة التركية المتقدمة بواسطه الشباب الأتراك.
هذا البيان المشترك ينص على «عرض هذه الجرائم من تركيا ضد الإنسانية والحضارة، حكومات التحالف تعلن علنا ان الباب العالى سوف يكون مسؤول شخصيا عن هذه الجرائم، جميع أعضاء الحكومة العثمانية، وكذلك كل عملائهم المتورطين في هذه المجازر.»

##### الأرمن

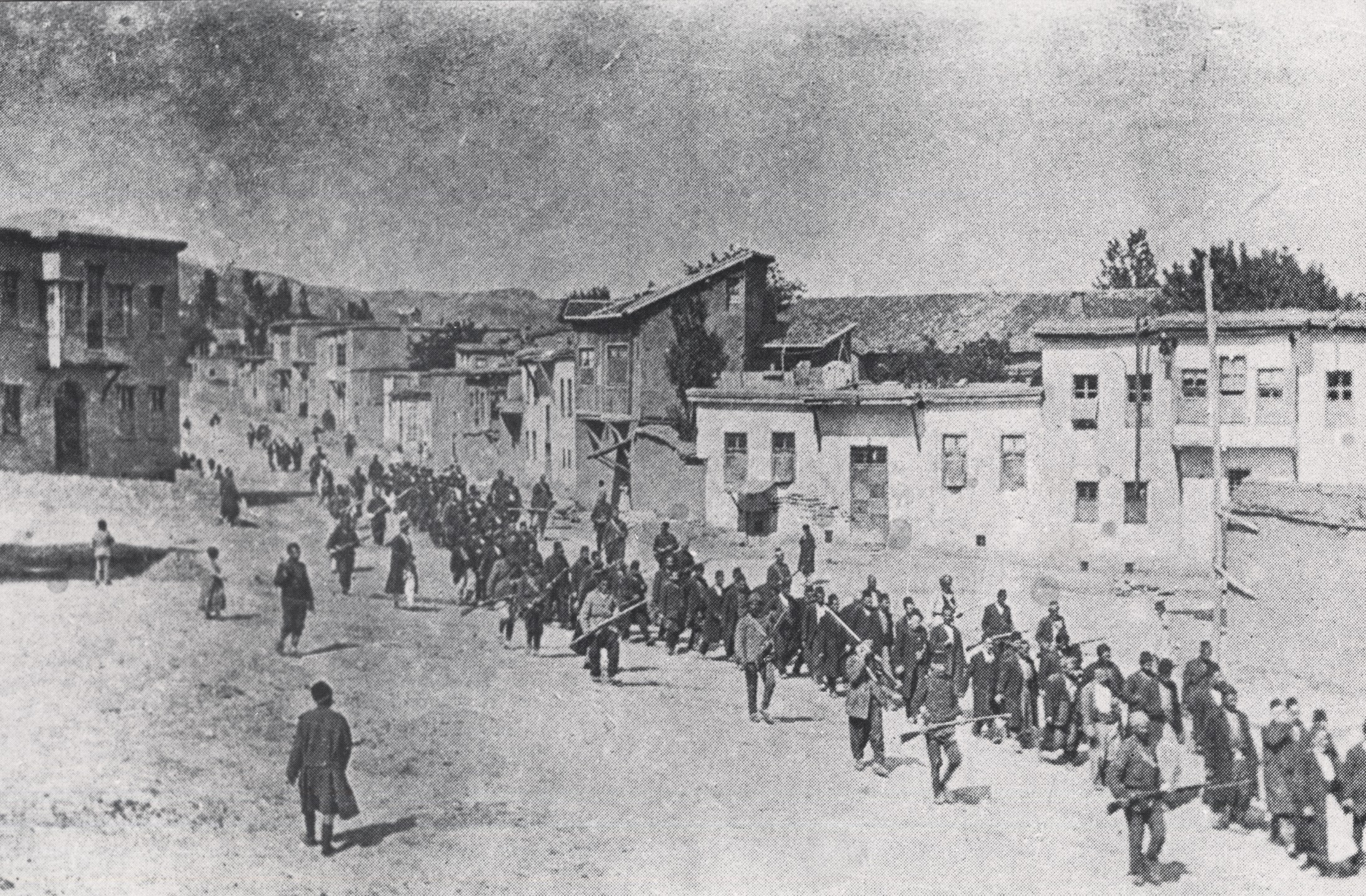
المدنيين الأرمن، برفقة الجنود العثمانيين المسلحين، يسيرون عبر خاربيرت إلى سجن حي ميزيريه القريب، أبريل عام 1915.

#### مسيحيي الموارنة
المجاعة الكبرى في جبل لبنان كانت في الفترة 1915 إلى 1918. كانت سببها السياسة العثمانية في الحصول على جميع المنتجات الغذائية المنتجه في المنطقة للجيش العثماني والإدارة، ومنع أي إنتاج من إرساله إلى المسيحين سكان جبل لبنان وبشكل فعال جعاهم في مجاعة. في ذلك الوقت أن تلك المجاعة كانت مدبره عمدا من السياسة العثمانية وتهدف إلى تدمير المسيحيين الموارنة، تمشيا مع العلاج من الأرمن، والآشوريين والإغريق. عدد القتلى بين المسيحيين الموارنة، والذي يرجع أساسا إلى الجوع والمرض ويقدر بحوالي 200,000.

##### مملكة العراق
في مذبحة سميل((بالسريانية: ܦܪܡܬܐ ܕܣܡܠܐ)‏ (بالعربية: مذبحة سميل) مجزرة ارتكبتها القوات المسلحة في المملكة العراقية خلال حملة منهجية استهدفت الآشوريين في شمال العراق في آب / أغسطس 1933.هذا المصطلح لا يستخدم لوصف مذبحة سميل فقط، ولكن أيضا موجة القتل التي وقعت في 63 من القرى الآشورية في مناطق دهوك والموصل مما أدى إلى وفاة ما بين 5000 و6000 من الآشوريين.
مذبحة سميل الهمت رافائيل ليمكين لخلق مفهوم الإبادة الجماعية. في عام 1933، ليمكين قدم عرضا المجلس القانوني بمؤتمر عصبة الأمم حول القانون الجنائي الدولي في مدريد، والذي من اجله جهز مقالا عن الجريمة الوحشية كجريمة ضد القانون الدولي. مفهوم «الجريمة الوحشية» تطورت إلى فكرة الإبادة الجماعية، مبني على مذبحة سميل والإبادة الجماعية للأرمن، وفي وقت لاحق شملت المحرقة اليهودية.

### الإمبراطورية الروسية والاتحاد السوفياتي

#### روسيا القيصرية
الإمبراطورية الروسية اتهمت بالقتل الجماعي لمئات الآلاف من اليهود والمسلمين من خلال جيشها خلال أعمال الشغب.

##### اليهود في الإمبراطورية الروسية

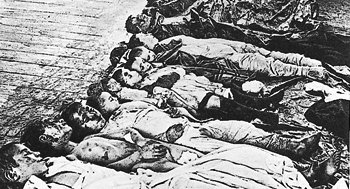
الصورة يعتقد أنها تظهر الضحايا ومعظمهم من الأطفال اليهود، 1905 مذبحة في كاترينوسلاف (اليوم دنيبروبيتروفسك في أوكرانيا).

من نهاية القرن 19 الي أوائل القرن 20 كان هناك تصعيد في سلسلة من المجازر الجماعية واغتصاب اليهود في الإمبراطورية الروسية (معظمها في مناطق الاستيطان، حيث أوكرانيا، بولندا وروسيا البيضاء). هذا المصطلح سيتم توسيعه لكي يشمل جميع أنواع الشغب العرقية والدينية مع وجود نية القتل.
هذه المذابح اكتسبت اسمها من مذابح في 1880s حيث العشرات من اليهود قتلوا.
المجازر أصبحت أكثر دموية عبر الومان و قتل الآلاف من 1903 الي 1906 والعشرات إلى مئات من الآلاف في 1917 حتى عام 1922.
المذابح كان يعتقد أنها إما تم قبولها أو تنظيمها من قبل حكومة الإمبراطورية الروسية.

##### المسلمون في الإمبراطورية الروسية
مئات الآلاف إلى أكثر من مليون من الاتراك والكرد المدنيين يزعم أنهم قتلوا من قبل القوات الموالية للإمبراطورية الروسية خلال الحرب العالمية الأولى في سبيل الانتقام من الإبادة الجماعية للأرمن.
في عام 1916 كان هناك انتفاضة من قيرغيزستان ضد روسيا القيصرية.
هيئة عامة في قيرغيزستان تسمى حملة 1916 والتي فيها قتل من 100000 إلى 270,000 من شعب قيرغيزستان في حدث من الإبادة الجماعية وعلى الرغم من ذلك رفضت روسيا هذا التوصيف. المصادر الروسية تشير أن عدد القتلى كان 3000.

#### الاتحاد السوفياتي
وثائق متعددة لحالات غير طبيعية من الموت الجماعي والتي حدثت في الاتحاد السوفياتي تحت فلاديمير لينين وجوزيف ستالين. وتشمل هذه على مستوى الاتحاد المجاعات في أوائل العشرينات والثلاثينات من القرن الماضي والترحيل من الأقليات العرقية.
الجهود الدبلوماسية السوفياتية إزالت إبادة الجماعات السياسية من اتفاقية الأمم المتحدة بشأن الإبادة الجماعية. هذا ترك العديد من الفظائع السوفييتية خارج تعريف الأمم المتحدة للإبادة الجماعية بسبب الفظائع التي استهدفت المجموعات السياسية أو الاقتصادية بدلا من المجموعات العرقية أو الدينية، أو الوطنية المدرجة في اتفاقية الأمم المتحدة.
خلال الحرب الأهلية الروسية شارك البلاشفة في حملة الإبادة الجماعية ضد الدون القوزاق. التقديرات الأكثر موثوقية تشير إلى أنه من أصل عدد سكانها الثلاث ملايين، ما بين 300000 و500000 قتلوا أو تم ترحيلهم في 1919-20.

##### المجاعة الكبرى

جوع الفلاحين في شارع في خاركوف عام 1933.

أثناء المجاعة السوفياتية من 1932-33 التي أثرت علي أوكرانيا، كازاخستان وبعض المناطق ذات الكثافة السكانية العالية في روسيا، كان أعلى تاثير للموت في أوكرانيا. الأحداث هناك يشار إليها باسم هولودومور وتعتبر الإبادة الجماعية من قبل حكومات كل من أستراليا، الأرجنتين، جورجيا، استونيا، إيطاليا، كندا، ليتوانيا، بولندا، الولايات المتحدة الأمريكية والمجر. المجاعة الناجمة عن مصادرة كل حصاد عام 1933 في أوكرانيا وكازاخستان وكوبان (منطقة مكتظة بالسكان بروسيا)، وبعض أجزاء أخرى من الاتحاد السوفياتي، وترك القليل جدا للفلاحين لإطعام أنفسهم. ونتيجة لذلك، كان هناك ما يقدر بنحو عشرة ملايين وفاة، بما في ذلك أكثر من سبعة ملايين في أوكرانيا، مليون في شمال القوقاز مليون في أماكن أخرى. المؤرخ الأمريكي تيموثي سنايدر كتب «3.3 مليون مواطن سوفيتي (معظمهم من الأوكرانيين) تم تجويهم عمدا من قبل حكومتهم في اوكرانيا السوفياتية في عامي 1932 و1933».

###### تتار القرم
التطهير العرقي و'ترحيل تتار القرم من شبه جزيرة القرم كان أمرا من جوزيف ستالين كشكل من أشكال العقاب الجماعي كنوع من أنواع التعاون المزعوم مع نظام الاحتلال النازي النظام خلال 1942-1943. أكثر من 230000 شخص تم ترحيلهم، حيثمنهم أكثر من 100000 ماتوا من الجوع أو المرض.
أوكرانيا اعترفت بالتطهير العرقي لكامل سكان التتار باعتباره عملا من أعمال الإبادة الجماعية.

#### اليابان

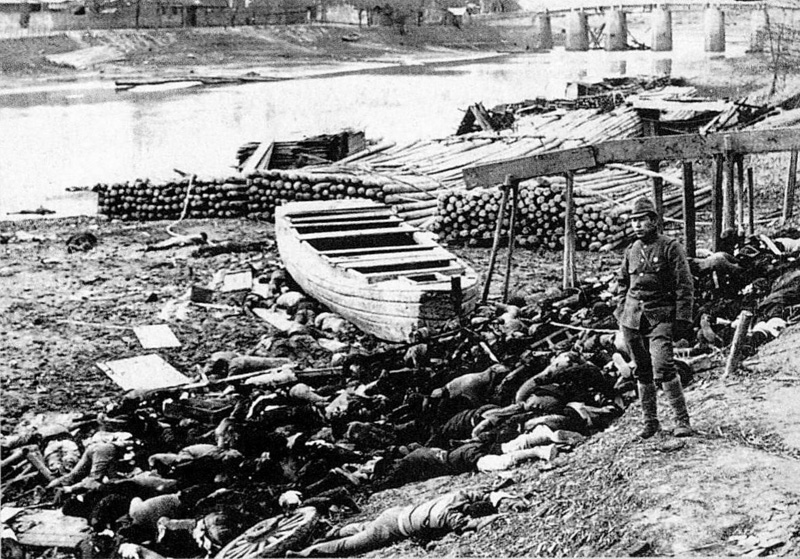
جثث الضحايا المذبوحين مع جندي ياباني يقف في مكان قريب, نانجينغ عام 1937

خلال مذبحة نانجينغ التي ارتكبت خلال الأشهر الأولى من الحرب الصينية اليابانية الثانية، اليابانيين ارتكبوا جريمة القتل الجماعي ضد الصينيين. برادلي كامبل وصف مذبحة نانجينغ بانها إبادة جماعية، لأن الصينيين قتلوا من قبل اليابانيين بشكل جماعي خلال أعقاب المعركة من أجل المدينة، على الرغم من النجاح والنتائج.

#### جمهورية الدومينيكان
في عام 1937، الدكتاتور رافاييل تروخيلو أمر باعدام أهل هاييتي الذين يعيشون في جمهورية الدومينيكان. المجزرة المعروفة في الجمهورية الدومينيكية باسم "El Corte" (القطع)، استمرت خمسة أيام تقريبا وأسفرت عن مقتل من 20000 إلى 30000 شخص.

#### ألمانيا وأوروبا المحتلة من قبل النازيين

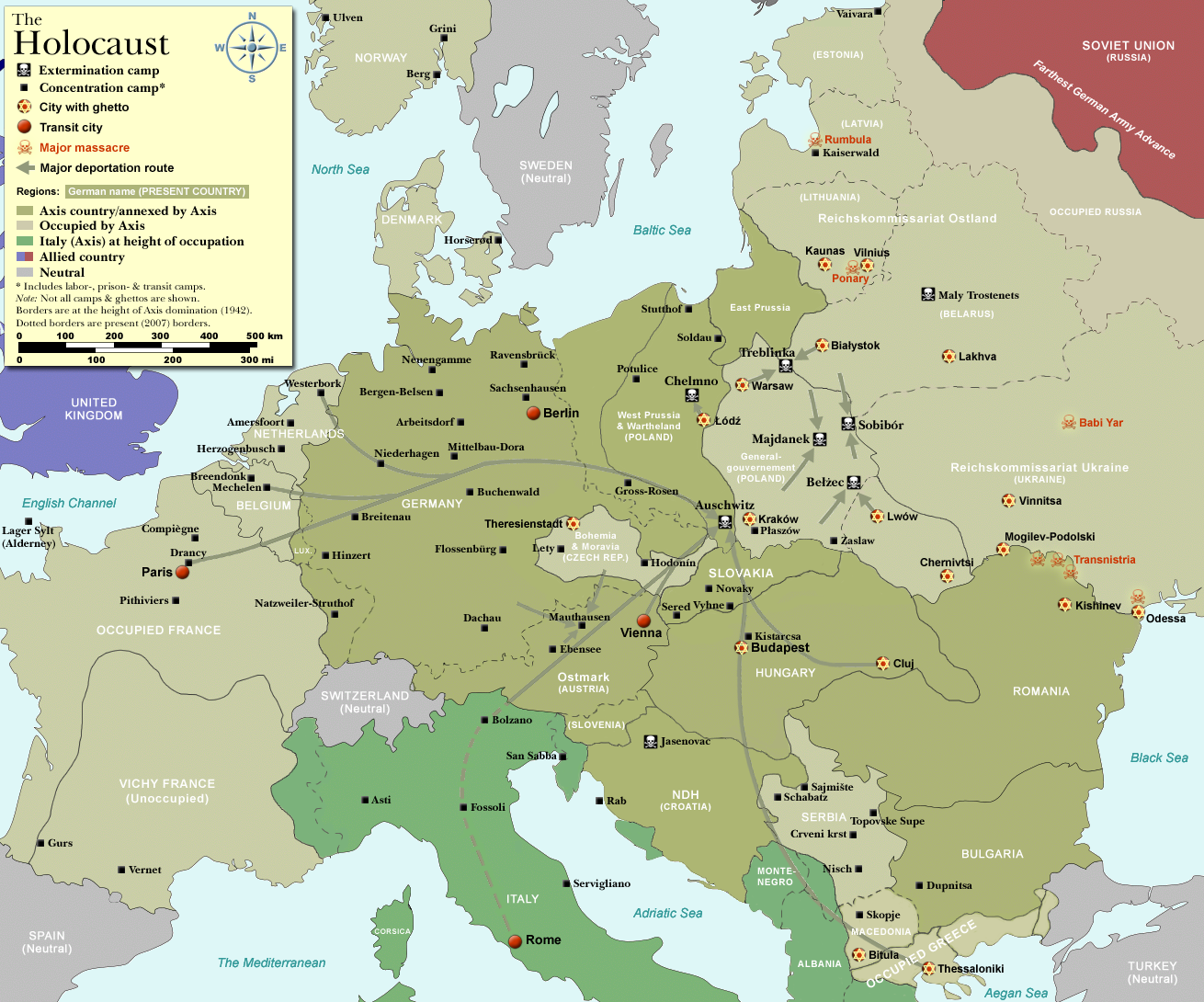
طرق الترحيل إلى معسكرات الإبادة في أوروبا.

##### المحرقة
| العام     | اليهود الذين قتلوا |
| --------- | ------------------ |
| 1933-1940 | تحت 100,000        |
| 1941      | 1,100,000          |
| 1942      | 2,700,000          |
| 1943      | 500,000            |
| 1944      | 600,000            |
| 1945      | 100,000            |

الهولوكوست النازي معترف به على نطاق واسع بأنه إبادة جماعية. مصطلح ظهر في لائحة الاتهام من 24 من القادة الألمان. لائحة الاتهام اقرت إن جميع المتهمين «قد أجرى عملية إبادة جماعية متعمدة ومنهجية –إبادة عرقية ووطنية....»
مصطلح «الهولوكوست» (من اليونانية hólos، «كامل» وkaustós, «المحرقة») غالبا ما يستخدم لوصف قتل ما يقرب من ستة ملايين من اليهود الأوروبيين، كجزء من برنامج متعمد للإبادة خطط ونفذ من قبل حزب العمال الألماني الاشتراكي في ألمانيا بقيادة أدولف هتلر.
- [154][157][158][159][160]

| الدولة                               | تعداد السكان من اليهود قبل الحرب | عدد من قتل | نسبة المقتولين |
| ------------------------------------ | -------------------------------- | ---------- | -------------- |
| بولاندا                              | 3,300,000                        | 3,000,000  | 90             |
| دول البلطيق                          | 253,000                          | 228,000    | 90             |
| ألمانيا والنمسا                      | 240,000                          | 210,000    | 87.5           |
| بوهيميا ومورافيا                     | 90,000                           | 80,000     | 89             |
| سلوفاكيا                             | 90,000                           | 75,000     | 83             |
| اليونان                              | 70,000                           | 54,000     | 77             |
| هولاندا                              | 140,000                          | 105,000    | 75             |
| المجر                                | 650,000                          | 450,000    | 70             |
| جمهورية بيلاروس السوفيتية الاشتراكية | 375,000                          | 245,000    | 65             |
| الجمهورية الاوكرانية الشتراكية       | 1,500,000                        | 900,000    | 60             |
| بلجيكا                               | 65,000                           | 40,000     | 60             |
| يوغوسلافيا                           | 43,000                           | 26,000     | 60             |
| رومانيا                              | 600,000                          | 300,000    | 50             |
| النرويج                              | 2,173                            | 890        | 41             |
| فرنسا                                | 350,000                          | 90,000     | 26             |
| بلغاريا                              | 64,000                           | 14,000     | 22             |
| ايطاليا                              | 40,000                           | 8,000      | 20             |
| لوكسمبورج                            | 5,000                            | 1,000      | 20             |
| ا لجمهورية الروسية السوفيتية         | 975,000                          | 107,000    | 11ا            |
| الدنمارك                             | 8,000                            | 52         | <1             |
| المجموع                              | 8,861,800                        | 5,933,900  | 67             |

| معسكر الإبادة    | تقدير عدد القتلى | المرجع          |
| ---------------- | ---------------- | --------------- |
| أوشفيتز-بيركيناو | 1,000,000        | [ 161 ] [ 162 ] |
| تريبلينكا        | من 870، 000      | [ 163 ]         |
| بلزاك            | 600,000          | [ 164 ]         |
| مايدانيك         | 79,000–235,000   | [ 165 ] [ 166 ] |
| تشلمنو           | 320,000          | [ 167 ]         |
| سوبيبور          | 250,000          | [ 168 ]         |

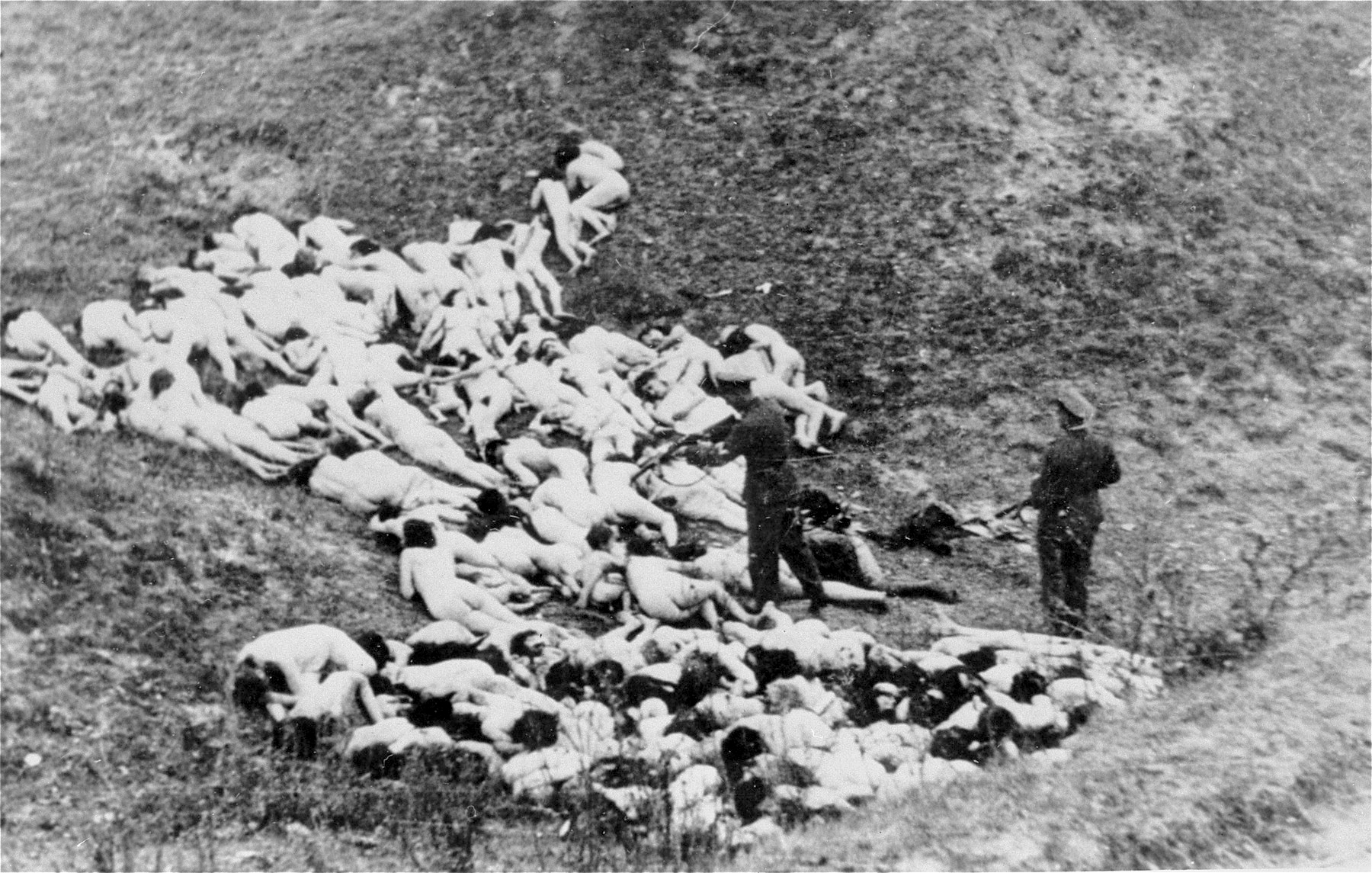
الشرطة الألمانية يطلقون النار على النساء والأطفال مناليهود, 14 تشرين الأول / أكتوبر 1942

وهذا يعطي مجموع أكثر من 3.8 مليون، 80-90% كانوا من اليهود. هذه سبعة مخيمات وبالتالي تمثل نصف إجمالي عدد اليهود الذين قتلوا في كامل المحرقة النازية. تقريبا كامل السكان اليهود من بولندا توفي في هذه المخيمات.

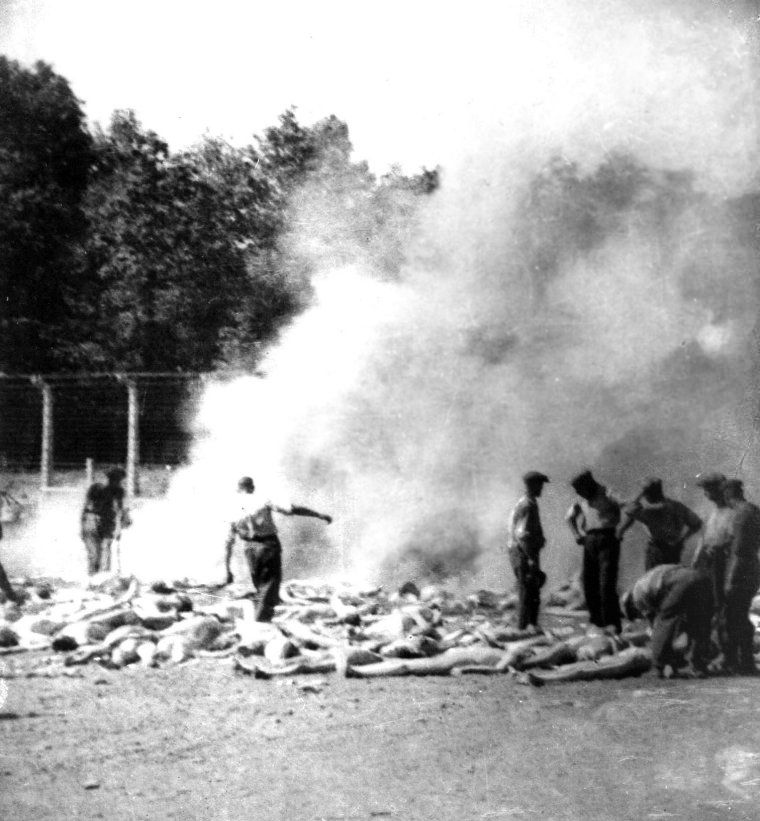
حرق الجثث في حفر النار في أوشفيتز الثاني-بيركيناو.

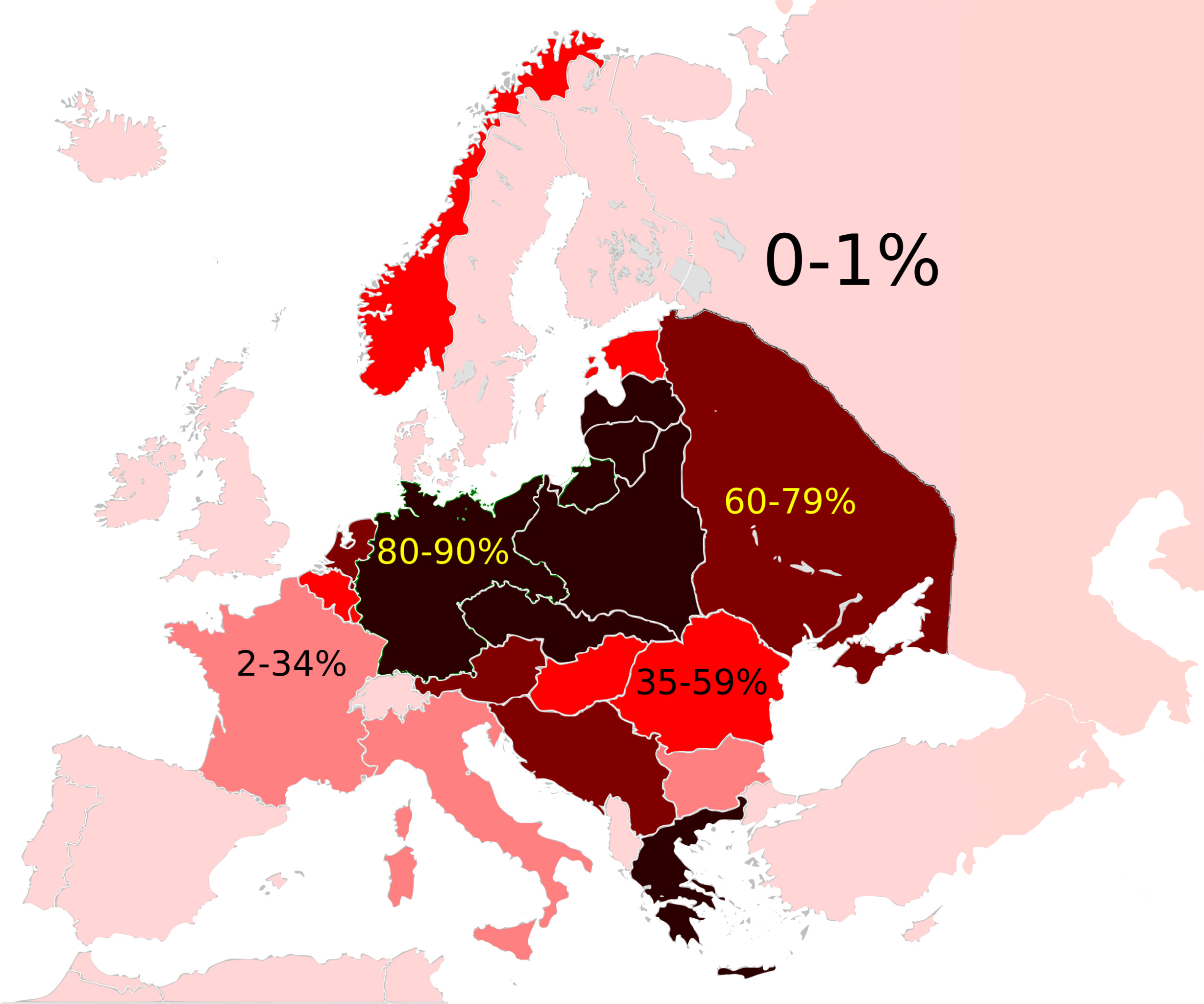
المحرقة اليهودية وعدد القتلى كنسبة مئوية من مجموع اليهود قبل الحرب

##### ضحايا من غير اليهود
| ضحايا                 | قتل                | المصدر          |
| --------------------- | ------------------ | --------------- |
| اليهود                | 5.93 مليون         | [ 170 ]         |
| أسرى الحرب السوفيتية  | 2-3 مليون          | [ 171 ]         |
| العرقية القطبية       | 1.8–2 مليون        | [ 172 ] [ 173 ] |
| تعطيل                 | 270,000            | [ 174 ]         |
| الغجر                 | 90,000–220,000     | [ 175 ] [ 176 ] |
| الماسونية             | 80,000–200,000     | [ 177 ] [ 178 ] |
| السلوفينيين           | 20,000–25,000      | [ 179 ]         |
| مثليون جنسيا          | من 5000 إلى 15000  | [ 180 ]         |
| يهوه الشهود           | من 2500–5000 دولار | [ 181 ]         |
| الإسبانيين الجمهوريين | 7000               | [ 182 ]         |

بعض العلماء وسع التعريف ليشمل السياسات الألمانية الأخرى في القتل خلال الحرب، بما في ذلك سوء معاملة أسرى الحرب السوفيتية الألمان واضطهاد شهود يهوه، قتل ا لغجر وغيرها من الجرائم المرتكبة ضد الاقليات العرقية والجنسية والسياسية. باستخدام هذا التعريف، فإن إجمالي عدد ضحايا المحرقة هو 11 مليون شخص. تقارير تشير إلى تعريف أوسع، حيث يشمل بما في ذلك وفيات السوفيت بسبب الحرب والمجاعة والمرض، وبالتالي سوف ينتج ان عدد القتلى من 17 مليون. عموما حوالي 5.7 مليون (78 في المئة) من 7.3 مليون يهودي في أوروبا المحتلة هلك. هذا هو على النقيض من خمسة إلى 11 مليون (1.4 في المئة إلى 3.0 في المئة) من 360 مليون من غير اليهود في ألمانيا التي يهيمن عليها أوروبا.

###### السلافية في الاتحاد السوفيتي

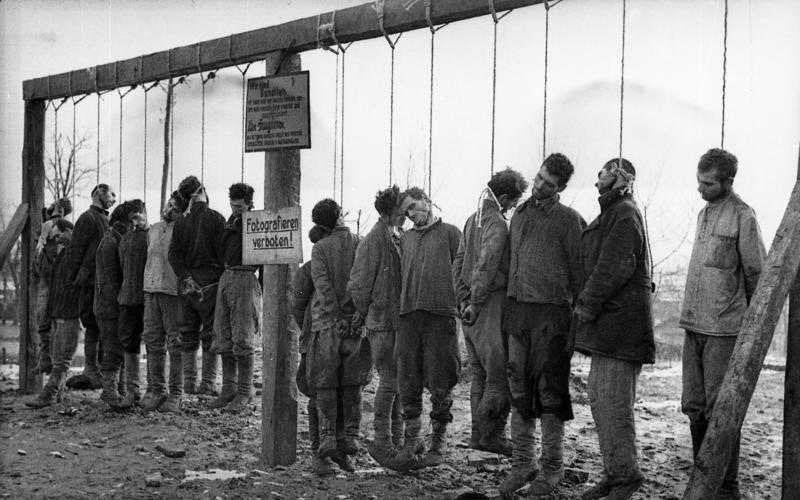
شنق الرجال في مكان ما في الاتحاد السوفياتي.

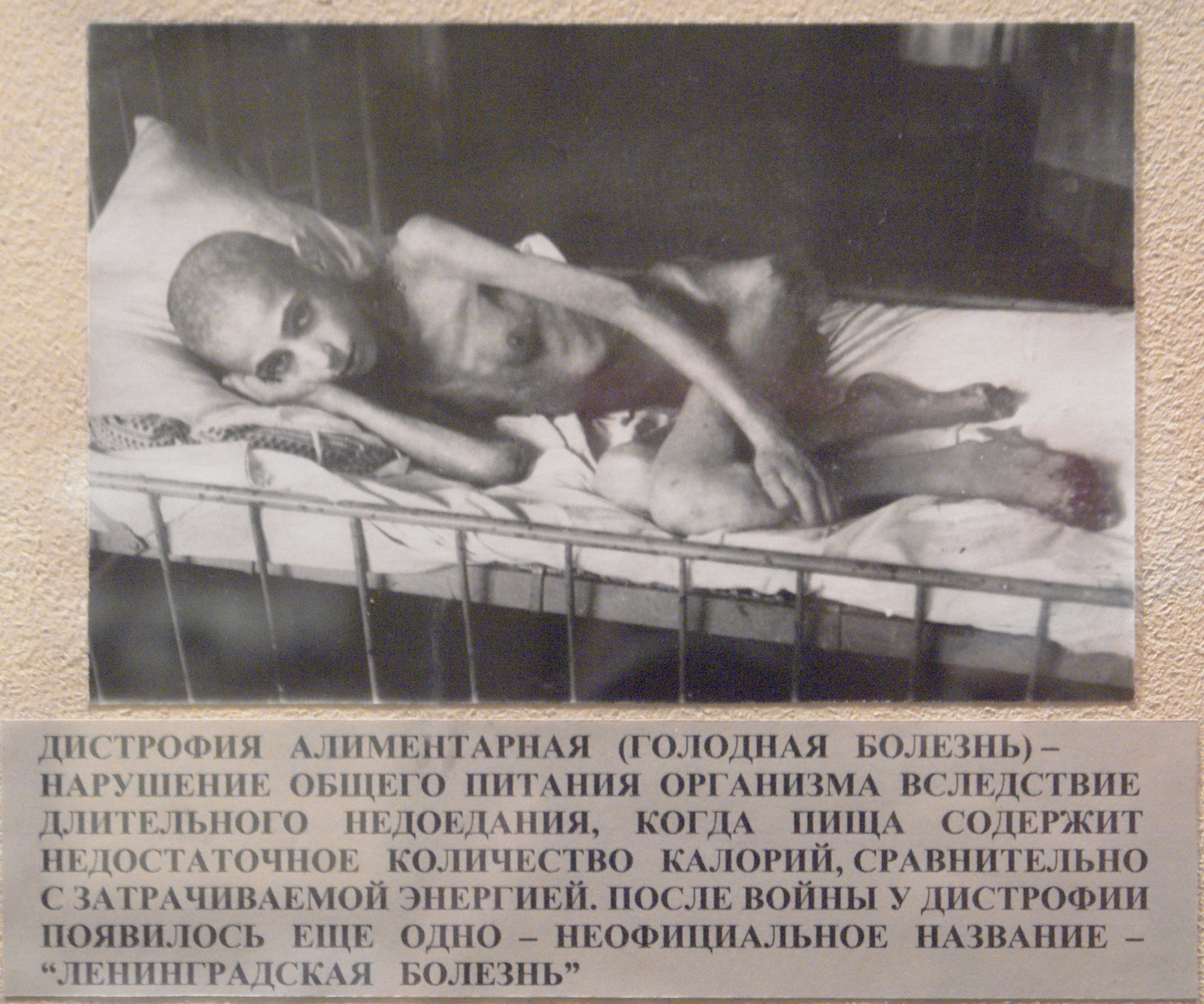
ضحية المجاعة في لينينغراد المحاصرة في عام 1941

الحكومة النازية الألمانية نفذت جنرالبلان أوست عن الاستعمار لأوروبا الوسطى والشرقية. تنفيذ هذه الخطة اقتضت الإبادة الجماعية وتطهير عرقي على نطاق واسع من الأراضي المحتلة من قبل ألمانيا خلال الحرب العالمية الثانية. الخطة تنطوي الاستعباد، والطرد، والتدمير الجزئي لمعظم الشعوب السلافية في أوروبا، الذين يعتبرهم النازيين أقل منهم وغير آريين.[بحاجة لمصدر]، التوجيهات الهملية المبرمجة التي أعدت في السنوات من 1939-1942 تستند إلى سياسة ليبينسراوم المصممة من قبل أدولف هتلر وحركة النازية. كما أنه يهدف إلى أن يكون جزءا من النظام الجديد في أوروبا.

###### فولينيا وشرق غاليسيا

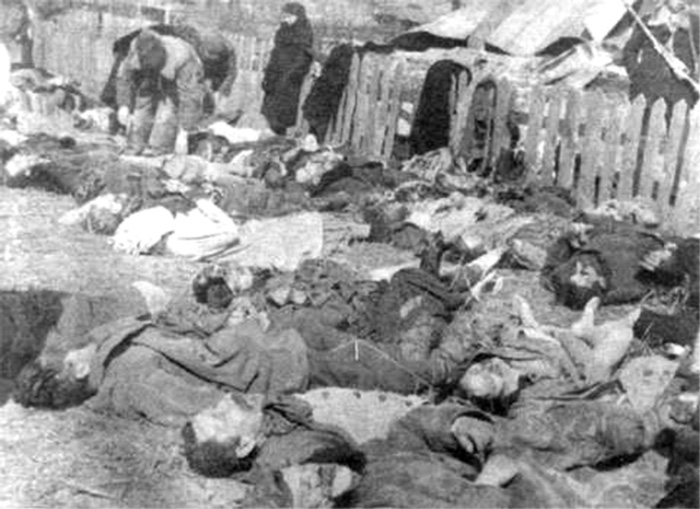
المجازر في فولهينيا في عام 1943. معظم اهل فولهينيا (في أوكرانيا) إما قتلوا أو فروا من المنطقة

المجازر في فولينيا وغاليسيا الشرقية كانت جزء من التطهير العرقي والتي نفذت من قبل جيش المتمردين الأوكراني من آذار / مارس عام 1943 حتى نهاية عام 1944. الذروة جرت في تموز / يوليه الي آب/أغسطس عام 1943 عندما امر القائد الاعلي دميترو بتصفية الذكور من السكان ما بين 16 و60 سنة من العمر. على الرغم من هذا، كان معظمهم من النساء والأطفال. الجيش الأوكراني قتل 40,000–60,000 من البولنديين المدنيين في فولهينيا، ومن 25,000 إلى 30,000–40,000 في شرق غاليسيا. عملية القتل كانت مرتبطة مباشرة مع سياسات بانديرا من منظمة القوميين الأوكرانيين، هدفها المحدد كان إزالة غير الأوكرانيين من مستقبل الدولة الأوكرانية.

###### الغجر

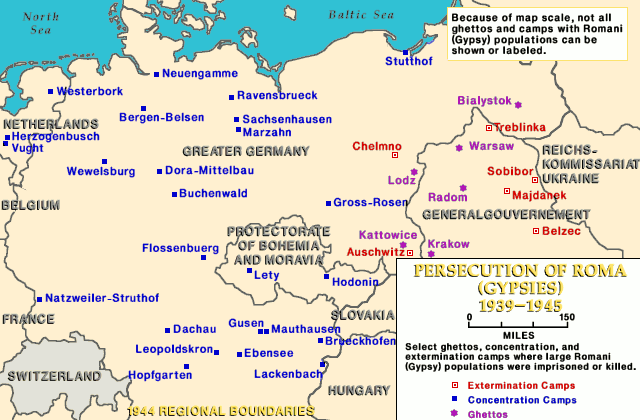
خريطة الاضطهاد للغجر

علاج الغجر كان غير متواجد في المناطق المختلفة التي احتلتها ألمانيا النازية. في بعض المناطق (مثل لوكسمبورغ ودول البلطيق)، النازيين قتلوا تقريبا كل طائفة الغجر. في مناطق أخرى (على سبيل المثال الدنمارك واليونان), لا يوجد توثسق ان الغجر تعرضوا للقتل الجماعي.
دونالد وفرانسيس نيقوسيا كتبوا أن عدد القتلى كان على الأقل 130000 من ما يقرب من مليون من الغجر الذين يقيمون في المناطق من أوروبا التي تسيطر عليها النازية. دراسة أجراها مؤرخ في المتحف التذكاري للهولوكوست، تحسب عدد القتلى بما لا يقل عن 220000 ربما أقرب إلى 500000، ولكن هذه الدراسة تستبعد بشكل صريح دولة كرواتيا المستقلة من حيث إبادة الغجر كانت مكثفة. مارتن جيلبرت يقدرهم بأكثر من 220000 حالة وفاة من أصل 700000 من الغجر الذين يعيشون في أوروبا. إيان هانكوك، مدير برنامج الدراسات الغجرية بجامعة تكساس في أوستن، قد جادل لصالح رقما أعلى بكثير ما بين 500,000 و1,500,000 من الوفيات، مدعيا أن عدد القتلى من الغجر نسبيا يعادل أو يتجاوز عدد الضحايا اليهود.

### شرق ووسط أوروبا بعد الحرب العالمية الثانية

#### التطهير العرقي للألمان

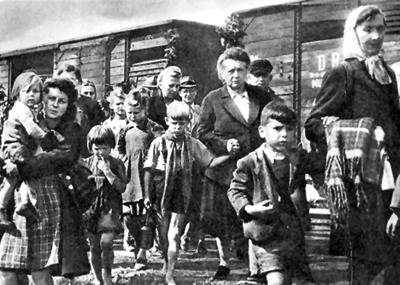
طرد الألمان من تشيكوسلوفاكيا

بعد انتهاء الحرب العالمية الثانية، حوالي 11-12 مليون من الألمان أجبروا على الفرار أو طردوا من العديد من البلدان في جميع أنحاء شرق ووسط أوروبا بما في ذلك روسيا، رومانيا، تشيكوسلوفاكيا، هنغاريا. كمية كبيرة منهم أيضا اصبحوا مشردين عندما تم منح محافظات ألمانيا الشرقية الي بولندا كجزء من اتفاق بوتسدام. الغالبية العظمى من هؤلاء المطرودين والمشردين من الألمان انتهى به المطاف في ما تبقي من ألمانيا، والبعض تم إرساله إلى ألمانيا الغربية واخرين تم إرسالهم إلى ألمانيا الشرقية.
التطهير العرقي للألمان يعد أكبر تشريد لطائفة أوروبية في التاريخ الحديث. تقديرات الإجمالية ان عدد الذين ماتوا أثناء عمليات الإزالة حوالي 500000 الي 2000000، حيث كانت أعلى الأرقام تشمل «القضايا التي لم تحل» للأشخاص الذين هم في عداد المفقودين ويفترض أنهم قد ماتوا. العديد من المدنيين الألمان تم إرسالهم إلى الاعتقال ومعسكرات العمل، حيث ماتواهناك. الأحداث عادة ما تصنف على أنها إما عملية نقل السكان، أو تطهير عرقي.

### تقسيم الهند
كان تقسيم الهند هو تقسيم الإمبراطورية الهنديه البريطانيه والتي أدت إلى إنشاء الدول ذات السيادة مثل سيادة باكستان (الذي انقسمت فيما بعد إلى باكستان وبنغلاديش) واتحاد الهند (لاحقا جمهورية الهند) في 15 أغسطس 1947. خلال التقسيم واحده من أكبر المقاطعات الهنديه البريطانية «مقاطعة البنجاب» انقسمت لأسس طائفية لغرب البنجاب وشرق البنجاب (لاحقا انقسمت إلى ثلاثة أجزاء منفصلة في العصر الحديث وهم ولاية بنجاب الهندية، هاريانا وهيماشال براديش). تشكلت غرب البنجاب من الأغلبية المسلمة في المنطقة الهندية البريطانية مقاطعة البنجاب في حين أن شرق البنجاب تشكلت من الهندوس والسيخ في مناطق المحافظة السابقه.
الهندوس والمسلمين والسيخ قد عاشوا الف عام في مهاجمة بعضهم البعض في ما يسمى بالإبادة الجماعية، يرافقها الحرق والنهب والاغتصاب واختطاف النساء. ادعت الحكومة الهندية أن 33,000 من النساء الهندوسيات تم اختطافهم وادعت الحكومة الباكستانية ان 50,000 من النساء المسلمات اختطفوا خلال أعمال الشغب. في عام 1949، كانت هناك مطالب حكومية وتم استرداد 12000 امرأة في الهند و6000 امرأة في باكستان. وبحلول عام 1954 تم استرداد 20,728 امرأة مسلمة و9,032 امراه هندوسيه وسيخيه من باكستان.
التقسيم أثر أيضا علي مناطق أخرى من شبه القارة الهندية إلى جانب البنجاب. أعمال الشغب المكافحة للهندوسية حدثت في مدينة حيدر آباد، السند. في 6 كانون الثاني / يناير اندلعت أعمال شغب مضادة للهندوسية في كراتشي، مما يؤدي إلى اصابات تقدر بـ 1100 إصابة. 776,000 من الهندوس فروا إلى الهند.

#### زنجبار
في عام 1964, في نهاية ثوره زنجبار التي أدت إلى الإطاحة بسلطان زنجبار وحكومته العربية بواسطة الثوار الافارقه المحليين ادعى جون أوكيلو في إذاعة الراديو أنه قد قتل أو سجن عشرات الآلاف من اعداء السلطان، ولكن تقدير عدد الوفيات يختلف إلى حد كبير من «مئات» إلى 20,000. مجلة التايمز وغيرها من الصحف الغربية أعطت ارقام من 2 إلى 4,000 أعلى الأرقام ربما كانت مبالغه من قبل وسائل البث المباشر الاعلاميه الخاصة باوكيلو  تم توثيق قتل السجناء العرب ودفنهم في مقابر جماعية من قبل طاقم التصوير الإيطالي عن طريق تصويره من طائرة هليكوبتر[بحاجة لمصدر] ا. العديد من العرب فروا بحثا عن السلام في عمان وبواسطة اوامر أوكيلو لم يتضرر الأوروبيين. لم ينتشر العنف إلى بيمبا. وصف ليو كوبر قتل العرب في زنجبار بأنه إبادة جماعية.

#### الجزائر
بعد مكسب الاستقلال في اعقاب الحرب الجزائرية، تم اعتبار الحركيين (المسلمين الذين أيدوا الفرنسية خلال الحرب) كخونة من قبل العديد من الجزائريين، وكثير من أولئك الذين بقوا عانى انتقامية شديدة بعد الاستقلال. المؤرخون الفرنسيون يقدرون أنه ما بين 50000 و150000 من الحركيين وأعضاء أسرهم قتلوا من قبل جبهة التحرير الوطني في ظروف فظيعة أو بعد التعذيب.

#### كمبوديا 1975-1979
في كمبوديا، الإبادة الجماعية نفذت من قبل نظام الخمير الحمر (KR) بقيادة بول بوت بين 1975 و1979 والذي مات فيه ما يقدر بنحو واحد ونصف إلى ثلاثة ملايين شخص. مجموعة كيمجي رامداس قد خططت لإنشاء شكل من اشكال الاشتراكية الزراعية التي تأسست على مثل الستالينية والماوية. كانت سياسات الخمير الحمر تقوم علي الترحيل القسري للسكان من المراكز الحضرية، التعذيب، الإعدامات الجماعية، استخدام العمل القسري، سوء التغذية والمرض أدى إلى وفاة ما يقدر بنحو 25 في المئة من مجموع السكان (حوالي مليوني نسمة). انتهاء الإبادة الجماعية في أعقاب الغزو الفيتنامي لكمبوديا. ما لا يقل عن 20000 من المقابر الجماعية المعروفة باسم حقول القتل تم الكشف عنها.

#### الغزو السوفيتي لأفغانستان 1979-1989
الأفغان كانوا ضحايا الإبادة الجماعية من قبل الاتحاد السوفياتي. جيش الاتحاد السوفياتي قتل أعداد كبيرة من الأفغان من أجل قمع المقاومة.ما يصل إلى مليوني أفغاني فقدوا حياتهم أثناء الاحتلال السوفياتي.

#### غواتيمالا 1981-1983

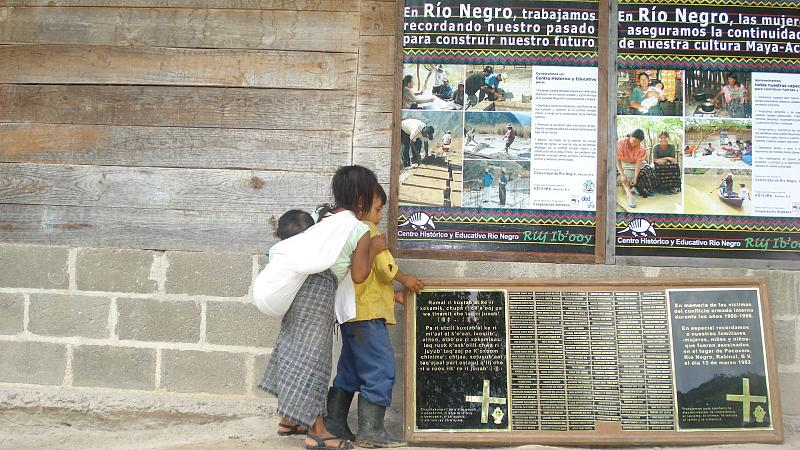
النصب التذكاري لضحايا مجازر ريو نيغرو

خلال الحرب الأهلية في غواتيمالا ما بين من 140000 و200000 شخص يقدر أنهم ماتوا وأكثر من مليون شخص فروا من منازلهم ومئات القرى قد دمرت. على الرغم من أن الحرب استمرت من عام 1960 إلى عام 1996، خلصت لجنة توضيح التاريخ بأن الإبادة الجماعية قد وقعت بين عامي 1981 و1983, عندما قامت بين الحكومة والعصابات أشرس وأعنف المعارك والاستراتيجيات خاصة في هذه المنطقة الغنية بالنفط من اكسكان على الجزء الشمالي من كيشي. مجموع أعداد من قتلوا أو «اختفوا» تقدر بحوالي 200000، على الرغم من أن هذا هو الاستقراء الذي تم القيام به من قبل لجنة التوضيح التاريخي استنادا إلى الحالات التي تم توثيقها، ولم يكن هناك أكثر من 50000. كما وجدت اللجنة أن الشركات الأمريكية وموظفي الحكومة «كانوا يمارسوا الضغط للحفاظ على هيكل البلاد البالية الظالمة» وأن وكالة الاستخبارات المركزية كانت تدعم عمليات مكافحة التمرد.
في عام 1999 , الحائز علي جائزة نوبل للسلام ريغوبيرتا منشو قدم شكوى ضد القيادة العسكرية في المحكمة الإسبانية. ستة مسؤولين، من بينهم إفراين ريوس مونت وأوسكار هومبرتو ميخيا، تم توجيه التهمة لهم رسميا في 7 تموز / يوليه 2006 بعد حكم المحكمة الدستورية الأسبانية التي جرت في عام 2005 ان المحاكم الإسبانية لها ان تمارس الولاية القضائية العالمية على جرائم الحرب التي ارتكبت خلال الحرب الأهلية في غواتيمالا. في مايو 2013، ريوس مونت كان مذنبا بارتكاب جرائم إبادة جماعية بقتل 1700 شخص من شعب المايا خلال 1982-83 من قبل محكمة غواتيمالا وحكم عليه بالسجن لمدة 80 عاما في السجن. ومع ذلك، في 20 أيار / مايو 2013، محكمة غواتيمالا الدستورية ا نقضت الحكم بإلغاء جميع الإجراءات والعودة إلى 19 نيسان / أبريل وامرت بأن تعاد المحاكمة إلى هذه النقطة ريثما ينتهي النزاع على تنحي القضاة. محاكمة ريوس مونت كانت من المفترض أن تستأنف في كانون الثاني / يناير 2015 ولكن تم تعليقها بعدما اضطر القاضي إلى إقصاء نفسه. أعلن الأطباء ان ريوس مونت غير مؤهل للمحاكمة في 8 تموز / يوليه 2015، مشيرا إلى أنه سيكون غير قادر على فهم التهم الموجهة ضده.

#### الهند (الإبادة الجماعية للسيخ 1984)
في عام 1984 أعمال الشغب المناهضة للسيخ أو مذبحة السيخ عام 1984 أو الإبادة الجماعية للسيخ 1984 كانت سلسلة من المذابح ضد السيخ في الهند، من قبل أعضاء من حزب المؤتمر الوطني الهندي ردا على اغتيال أنديرا غاندي من قبل حراسها من السيخ. كان هناك حوالي 2800 حالة وفاة في جميع أنحاء الهند، بما في ذلك 2100 في دلهي.المكتب المركزي للتحقيقات، الوكالة الرئيسية للتحقيق ترى أن أعمال العنف نظمت بدعم من شرطة دلهي وبعض مسؤولي الحكومة المركزية. راجيف غاندي اقسم اليمين الدستورية في منصب رئيس الوزراء بعد وفاة والدته وعندما سئل عن الشغب قال: «عندما تسقط شجرة كبيرة، فنها تهز الأرض.»

#### الأرجنتين

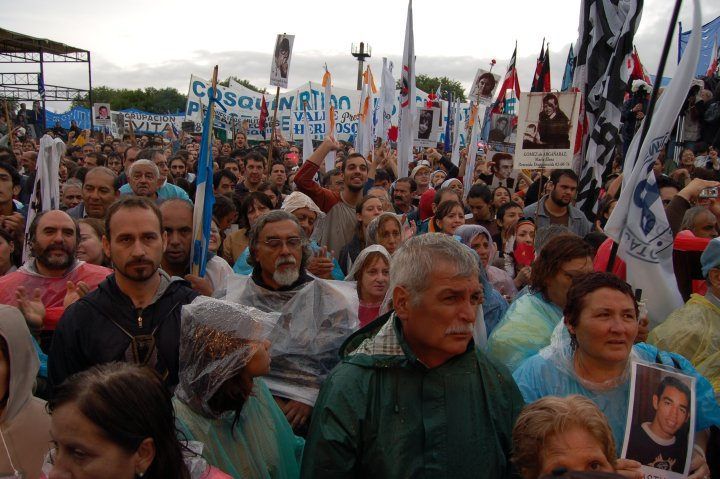
الاحتفال في الأرجنتين

في أيلول / سبتمبر 2006، ميغيل أوزفالدو الذي كان مفوض شرطة مقاطعة بوينس آيرس خلال الحرب القذرة (1976-1983)، وجد مذنبا في ست تهم قتل، ست تهم بالسجن غير المشروع، سبع تهم بالتعذيب في المحكمة الاتحادية. القاضي الذي ترأس الحالة وصف الجرائم كجزء من منهجية الهجوم الذي كان يهدف إلى تدمير أجزاء من المجتمع وعلى هذا النحو كانت إبادة جماعية.ميغيل إشار إلى أن تهمة الإبادة الجماعية لا تشمل القضاء على الجماعات السياسية (لأن تلك المجموعة تم إزالتها بأمر من ستالين), ولكن بدلا من ذلك على أساس النتائج التي توصل إليها في 11 كانون الأول / ديسمبر 1946 قرار الجمعية العامة للأمم المتحدة 96 منع أعمال الإبادة الجماعية «عندما تدمر مجموعات عرقية أو دينية أو سياسية أو جماعات أخرى تدميرا كليا أو جزئيا» (الذي صدر بالإجماع), لأنه اعتبر التعريف الأصلي من الأمم المتحدة أكثر شرعية.

#### البعثية في العراق

##### إبادة الأكراد
في 23 كانون الأول / ديسمبر 2005 قضت المحكمة الهولندية في القضية المرفوعة ضد فرانز فان لتوريد المواد الكيميائية إلى العراق، انها «تعتقد وترى أنه فعلا قانونيا وقد ثبت أن السكان الأكراد كانت تحصل علي متطلباتها بموجب اتفاقية منع جريمة الإبادة الجماعية باعتبارها مجموعة عرقية. المحكمة لم يكن لها أي استنتاج آخر بأن هذه الاعتداءات ارتكبت بقصد تدمير السكان الأكراد في العراق.» لأن فرانز فان امدهم بالمواد الكيميائية قبل 16 آذار / مارس 1988، وهذا تاريخ الهجوم السام علي حلبجة وبالتالي كان مذنبا بارتكاب جريمة حرب ولكن ليس بالتواطؤ في الإبادة الجماعية.

##### عرب الأهوار
خطة تسريب الماء من اجل تجفيف الأهوار كان يرافقه سلسلة من الدعاية من قبل النظام العراقي ضد معدان، والأراضي الرطبة بصورة منهجية ليتم تحويلها إلى الصحراء، مما اضطر السكان للهرب من المستوطنات في المنطقة. الحمر المستنقعات الغربية والقرنة أو وسط المستنقعات أصبح جاف بالكامل، في حين هور الحويزة الشرقية تقلصت بشكل كبير. وعلاوة على ذلك، قرى الاهوار هوجمت وأحرقت وكانت هناك تقارير بان الماء كان مسموما عمدا.

#### سري لانكا
القوات المسلحة السيرلانكية اتهمت بانتهاك حقوق الإنسان أثناء الحرب الأهلية بسيريلانكا والتي استمرت 26 عاما. مجموعة من خبراء الأمم المتحدة قاموا بالنظر في هذه الانتهاكات المزعومة ووجدوا «مزاعم ذات مصداقية، والتي إذا ثبت تشير إلى انتهاكات جسيمة للقانون الإنساني الدولي والقانون الدولي لحقوق الإنسان والتي ارتكبت من قبل حكومة سري لانكا، والتي قد ترقى إلى جرائم حرب وجرائم ضد الإنسانية». بعض النشطاء السياسيين اتهموا الحكومة السريلانكية بتنفيذ الإبادة الجماعية ضد الأقلية من تاميلو السريلانكيين، ومعظمهم من الهندوس، أثناء وبعد الحرب.

## الملاحقة القضائية الدولية

### المحاكم المخصصة
في عام 1951 اثنين فقط من الدول الخمس الدائمة العضوية في مجلس الأمن التابع للأمم المتحدة (مجلس الأمن الدولي) كانو أعضاء ف اتفاقية الإبادة الجماعية: فرنسا وجمهورية الصين. اتفاقلية الإبادة الجماعية تم التصديق عليها من قبل الاتحاد السوفياتي في عام 1954, المملكة المتحدة في عام 1970, جمهورية الصين الشعبية في عام 1983 (والتي استبدلت مقرها تايوان جمهورية الصين في مجلس الأمن الدولي في عام 1971)، الولايات المتحدة في عام 1988. في التسعينات من القرن الماضي بدا تنفيذ القانون الدولي على جريمة الإبادة الجماعية.

#### البوسنة والهرسك

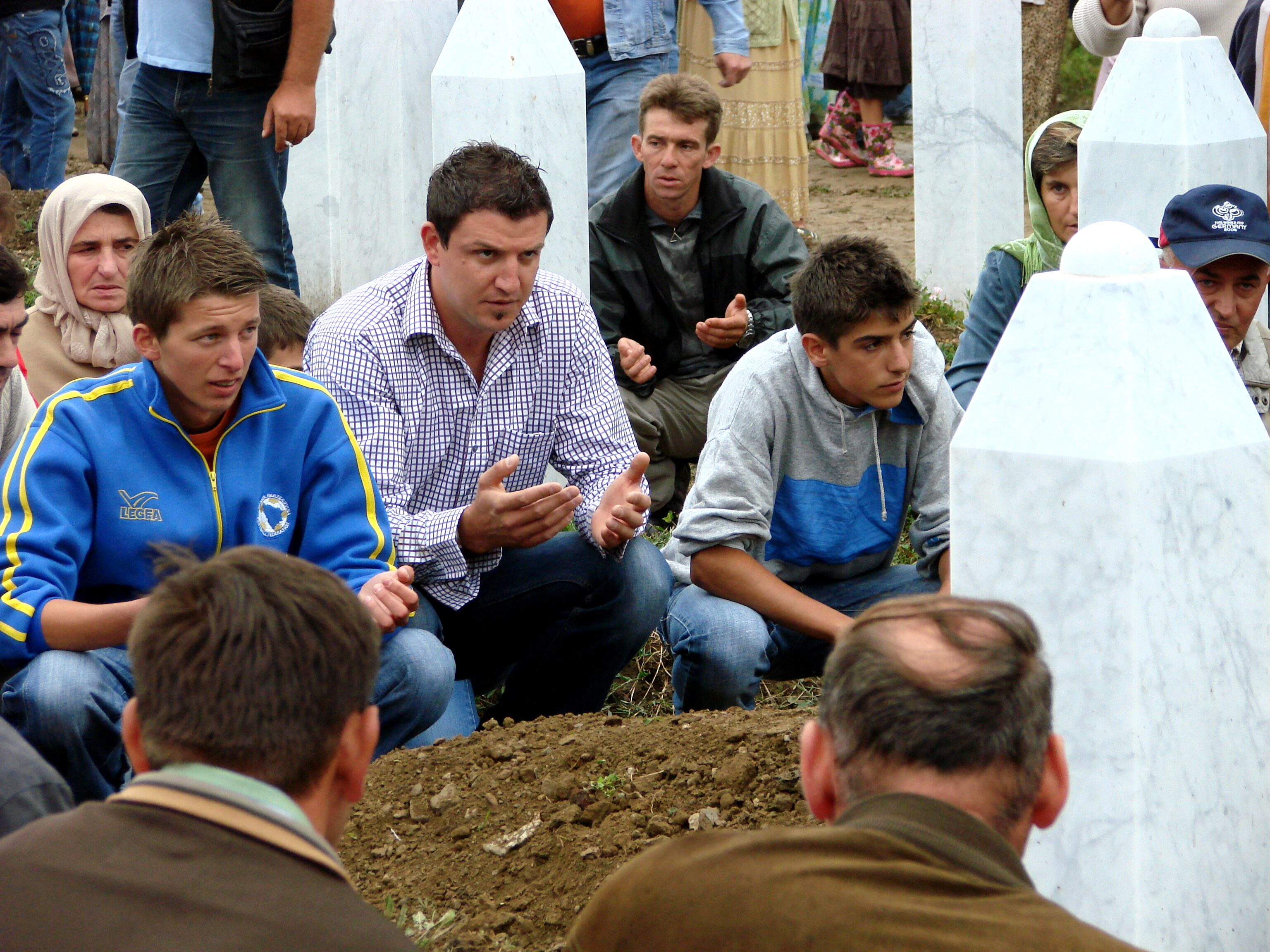
المشيعين في مراسم دفن على رفات ضحايا مذبحة سربرنيتشا.

في تموز / يوليه 1995 القوات الصربية قتلت أكثر من 8000 من البوشناق (البوسنيين المسلمين)، أغلبهم من الرجال والفتيان في وحول بلدة سربرنيتشا خلال الحرب البوسنية. جرائم القتل ارتكبتها وحدات من جيش جمهورية صربسكا تحت قيادة الجنرال راتكو ملاديتش. الأمين العام للأمم المتحدة وصف القتل الجماعي كأبشع جريمة على الأراضي الأوروبية منذ الحرب العالمية الثانية. وحدة شبه عسكرية من صربيا والمعروفة بالعقارب والتي هي رسميا جزءا من وزارة الداخلية بصربيا حتى عام 1991 شاركت في هذه المجزرة، جنبا إلى جنب مع عدة مئات من المتطوعين الروس واليونانيين.
في عام 2001 المحكمة الجنائية الدولية ليوغوسلافيا السابقة قدمت أول إدانة لجريمة الإبادة الجماعية ضد الجينيرال كريستيتش لدوره في مذبحة سربرنيتشا عام 1995 (بعد الاستئناف وجد غير مذنب بتهمة الإبادة الجماعية ولكن بدلا من ذلك اتهم بالمساعدة والتحريض على الإبادة الجماعية).
في شباط / فبراير 2007، محكمة العدل الدولية اعادت الحكم في قضية الإبادة الجماعية البوسنية. أيدت المحكمة نتائج المحكمة الجنائية الدولية ليوغوسلافيا حول الإبادة الجماعية التي ارتكبت في سريبرينتسا وما حولها لكنها لم تجد ان هذه الإبادة الجماعية ارتكبت على نطاق أوسع في أراضي البوسنة والهرسك خلال الحرب. محكمة العدل الدولية قضت أيضا بأن صربيا ليست مسؤولة عن الإبادة الجماعية ولا مسؤولة عن «المساعدة والتحريض»، على الرغم من أنها قضت بأن صربيا يمكن أن تفعل المزيد لمنع الإبادة الجماعية وان صربيا فشلت في معاقبة الجناة. قبل هذا الحكم كان مصطلح الإبادة الجماعية البوسنية قد تم استخدامه من قبل بعض الأكاديميين والمسؤولين عن حقوق الإنسان.

#### كمبوديا

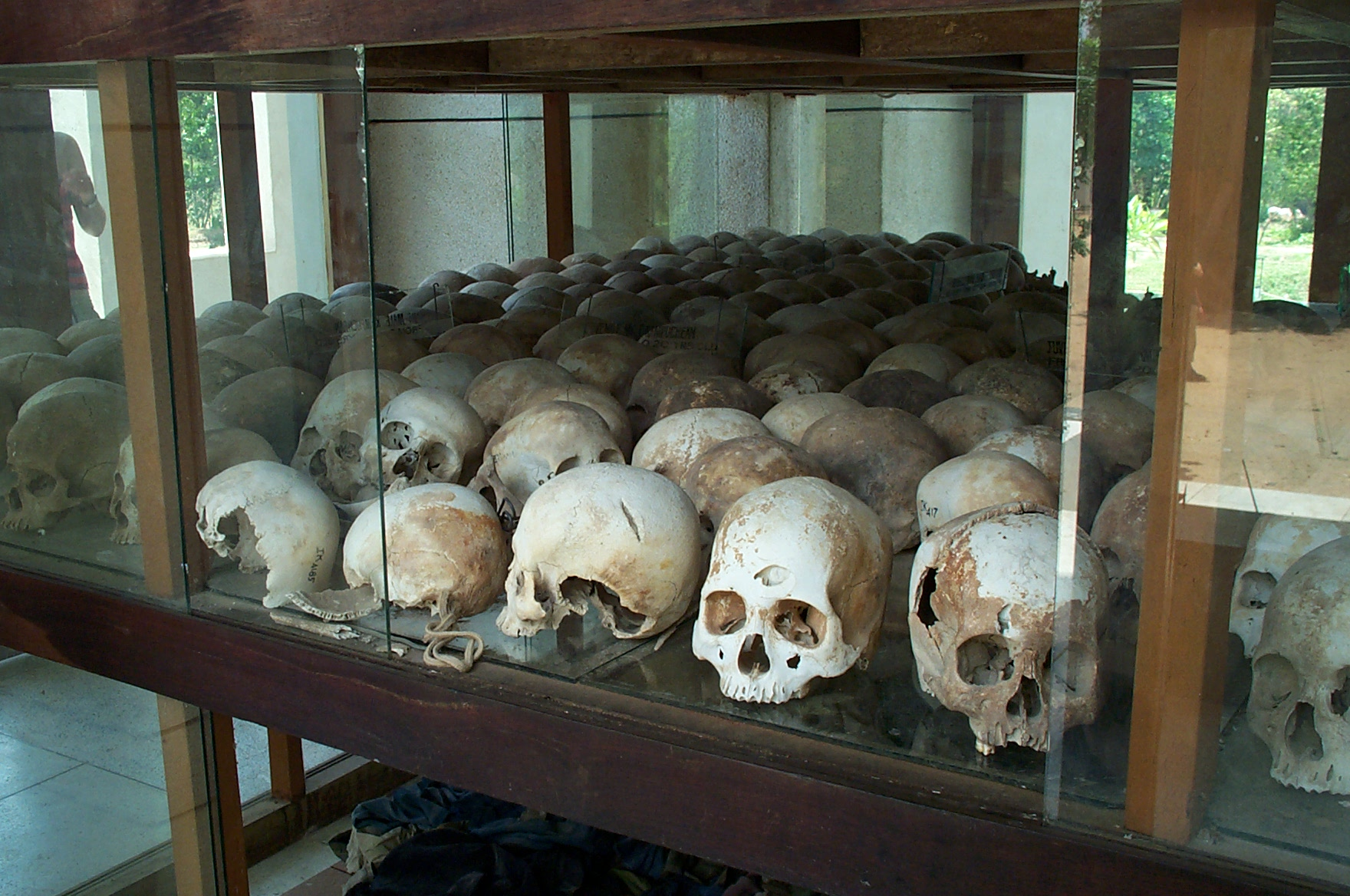
الجماجم التذكارية في كمبوديا

الخمير الحمر بزعامة بول بوت، تا موك وغيرهم من القادة نظموا عمليات القتل الجماعي للمجموعات المشتبه بها أيديولوجيا والأقليات العرقية مثل العرقية الفيتنامية، الصينية، تشام والتايلانديين، المدنيين السابقين في الخدمة، الجنود السابقين في الحكومة، والرهبان البوذيين، العلمانيين والمثقفين. اقترح أن عدد القتلى يتراوح بين 2 و2.5 مليون. بعد 5 سنوات من البحث في 20,000 من اماكن القبور، وخلص إلى أن «هذه مقابر جماعية تحتوي على بقايا 1,386,734 من ضحايا الإعدام.» ومع ذلك، فإن بعض العلماء زعم أن الخمير الحمر غير عنصريين وليس لديهم نية إبادة الأقليات العرقية أو الشعب الكمبودي; في هذا الرأي، فان وحشيتهم هي نتاج نسخة متطرفة من الإيديولوجية الشيوعية.
قضاة التحقيق قدمت أسماء خمسة مشتبهين بهم من قبل النيابة العامة في 18 تموز / يوليه 2007.

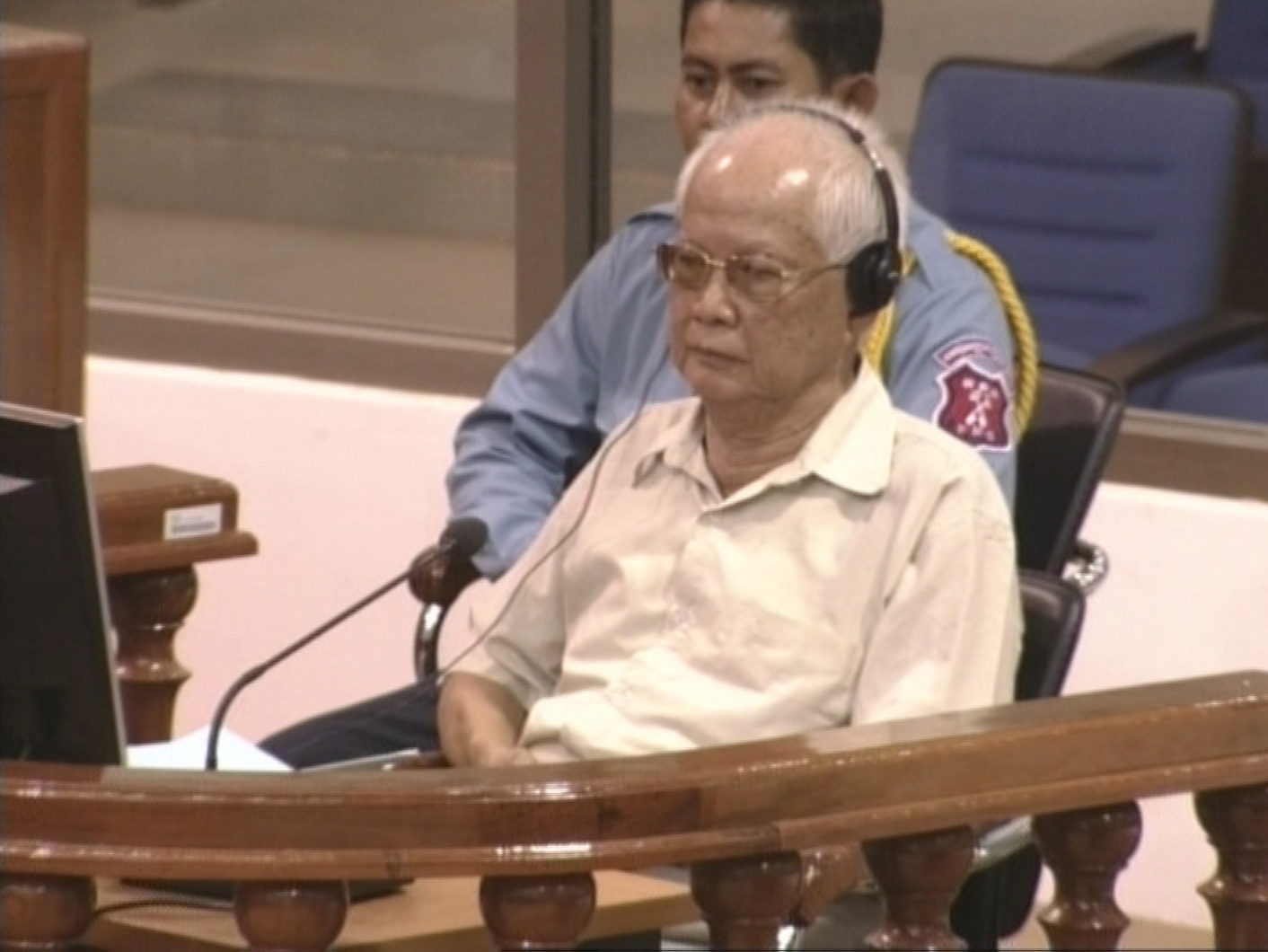
جلسة علنية قبل المحاكمة كمبوديا المحكمة في 3 تموز / يوليه 2009.

- كانغ كيك ليو اتهم رسميا بجرائم الحرب وجرائم ضد الإنسانية واعتقل من قبل المحكمة في 31 تموز / يوليه 2007.[271] ورفض الطعن في 3 شباط / فبراير 2012، واستمر يقضي عقوبة بالسجن مدى الحياة.[272]
- نون تشيا رئيس الوزراء الأسبق، اتهم بتهمة الإبادة الجماعية وجرائم الحرب والجرائم ضد الإنسانية وعدة جرائم أخرى بموجب القانون الكمبودي في 15 أيلول / سبتمبر 2010. تم نقله إلى عهدة الدوائر الاستثنائية في محاكم كمبوديا في 19 أيلول / سبتمبر 2007. وبدأت محاكمته في 27 حزيران / يونيه 2011.[273][274]
- سامفان، رئيس الدولة السابق، اتهم بتهمة الإبادة الجماعية وجرائم الحرب والجرائم ضد الإنسانية وعدة جرائم أخرى بموجب القانون الكمبودي في 15 أيلول / سبتمبر 2010. تم نقله إلى عهدة الدوائر الاستثنائية في محاكم كمبوديا في 19 أيلول / سبتمبر 2007. المحاكمة بدأت في 27 حزيران / يونيه 2011.[273][274]
- لينج ساري، وزير الخارجية السابق، اتهم بتهمة الإبادة الجماعية وجرائم الحرب والجرائم ضد الإنسانية وعدة جرائم أخرى بموجب القانون الكمبودي في 15 أيلول / سبتمبر 2010. تم نقله إلى عهدة الدوائر الاستثنائية في محاكم كمبوديا في 12 تشرين الثاني / نوفمبر 2007. وبدأت محاكمته في 27 حزيران / يونيه 2011.[273][274] توفي في آذار / مارس 2013.
- زوجة لينج ساري ووزيرة سابقة للشؤون الاجتماعية، اتهمت بتهمة الإبادة الجماعية وجرائم الحرب والجرائم ضد الإنسانية وعدة جرائم أخرى بموجب القانون الكمبودي في 15 أيلول / سبتمبر 2010. تم نقلها إلى سجن الدوائر الاستثنائية في محاكم كمبوديا في 12 تشرين الثاني / نوفمبر 2007. الاجراءات ضدها قد علقت في انتظار تقييم صحتها.[274][275]

### المحكمة الجنائية الدولية
المحكمة الجنائية الدولية لا يمكنها النظر إلا في الجرائم المرتكبة في أو بعد 1 تموز / يوليه 2002.

#### دارفور، السودان

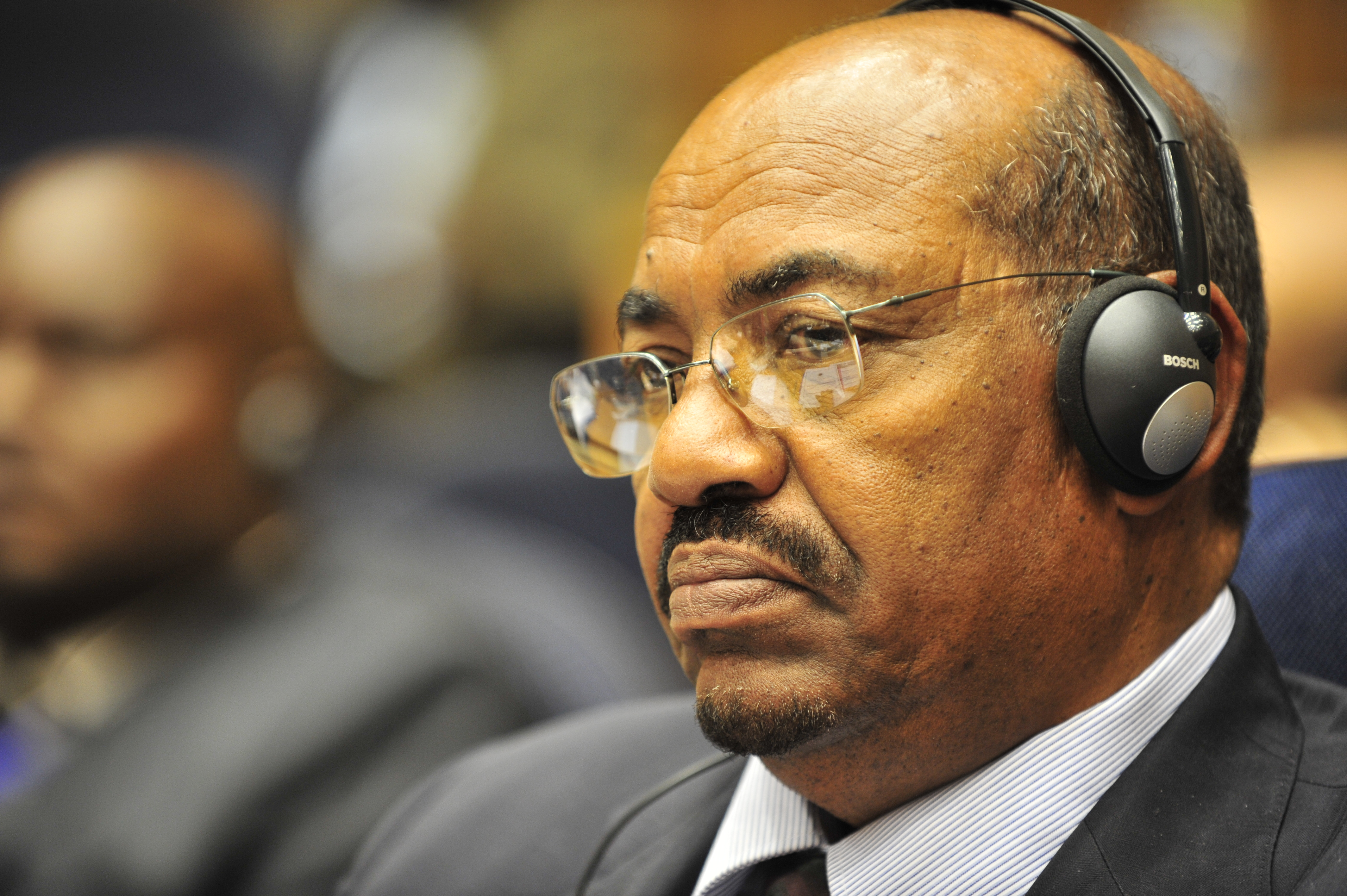
الرئيس السوداني عمر البشير المطلوب من قبل المحكمة الجنائية الدولية

الصراع العنصري الجاري في دارفور، السودان، والذي بدأ في عام 2003 أعلن انه نوع من الإبادة الجماعية من قبل وزير خارجية الولايات المتحدة كولن باول في 9 أيلول / سبتمبر 2004 في شهادته أمام لجنة العلاقات الخارجية بمجلس الشيوخ. ومنذ ذلك الوقت ومع ذلك، لا يوجد عضو دائم في مجلس الأمن التابع للأمم المتحدة قد حذي حذوه. في كانون الثاني / يناير 2005، لجنة التحقيق الدولية بشأن دارفور، التي أذن بها قرار مجلس الأمن 1564 عام 2004 أصدرت تقريرا ذكرت فيه أن «حكومة السودان لم تتبع سياسة الإبادة الجماعية.» ومع ذلك، فإن اللجنة وحذر من أن «الاستنتاج بانه لم يتم تنفيذ أي سياسة إبادة جماعية في دارفور من قبل السلطات الحكومية، مباشرة أو عن طريق الميليشيات تحت سيطرتها، لا ينبغي أن يؤخذ بأي حال من الأحوال لان هذا يعد انتقاص من خطورة الجرائم التي ارتكبت في تلك المنطقة. الجرائم الدولية مثل جرائم ضد الإنسانية وجرائم الحرب التي ارتكبت في دارفور قد لا تقل خطورة ولا بشاعة عن جريمة الإبادة الجماعية.»
في آذار / مارس 2005 مجلس الأمن رسميا أحال الوضع في دارفور إلى المحكمة الجنائية الدولية، مع الأخذ في الاعتبار تقرير اللجنة ولكن من دون ذكر أي جرائم محددة. اثنين من الأعضاء الدائمين في مجلس الأمن، الولايات المتحدة والصين امتنعت عن التصويت على قرار الإحالة. وفي تقريره الرابع إلى مجلس الأمن، المدعي العام وجد «أسباب معقولة تدعو إلى الاعتقاد بأن الأفراد المذكورين في قرار مجلس الأمن 1593ارتكبوا جرائم ضد الإنسانية وجرائم حرب»، لكنها لم تجد أدلة كافية لمحاكمتهم بتهمة الإبادة الجماعية.